# 알코올과 암

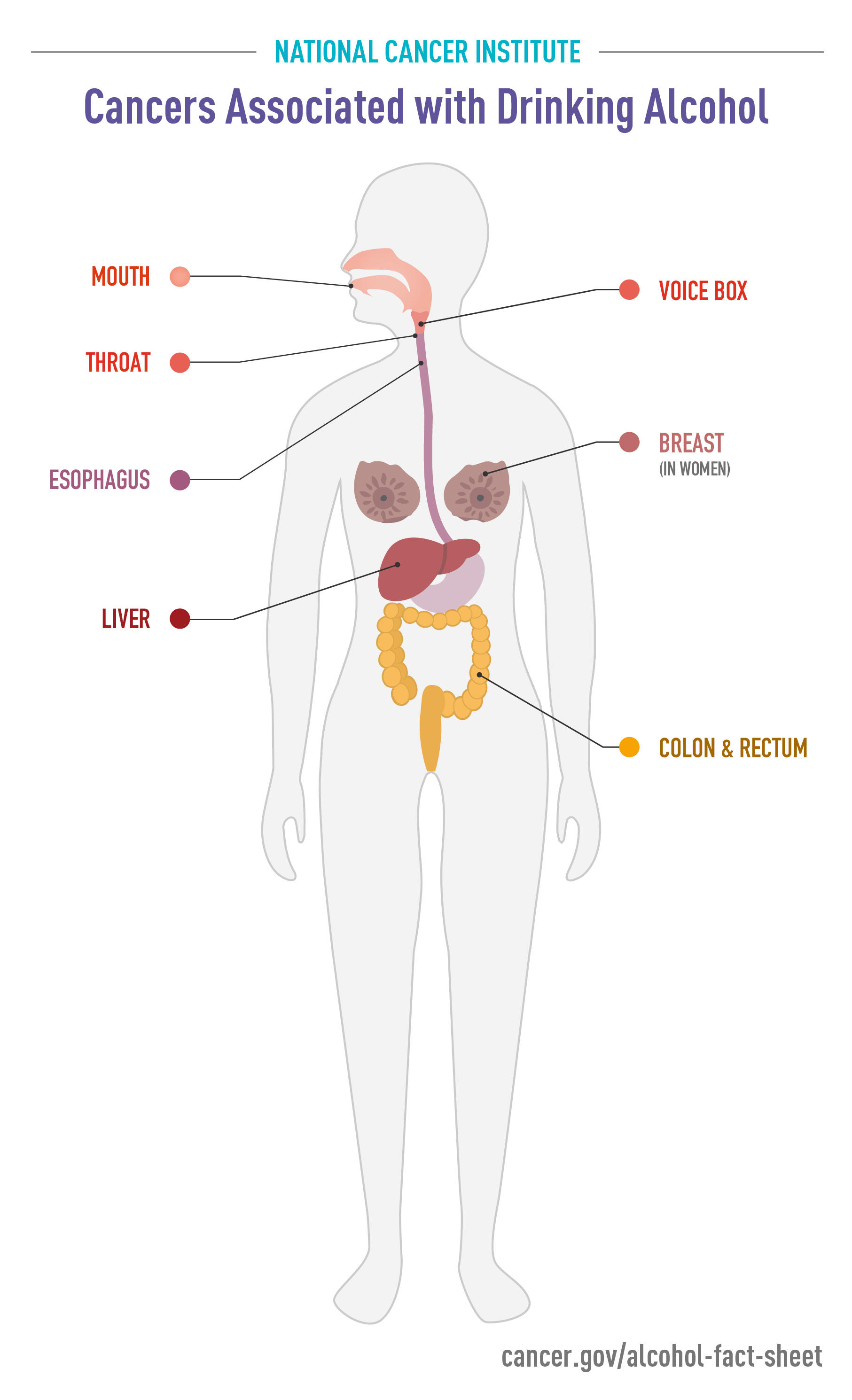

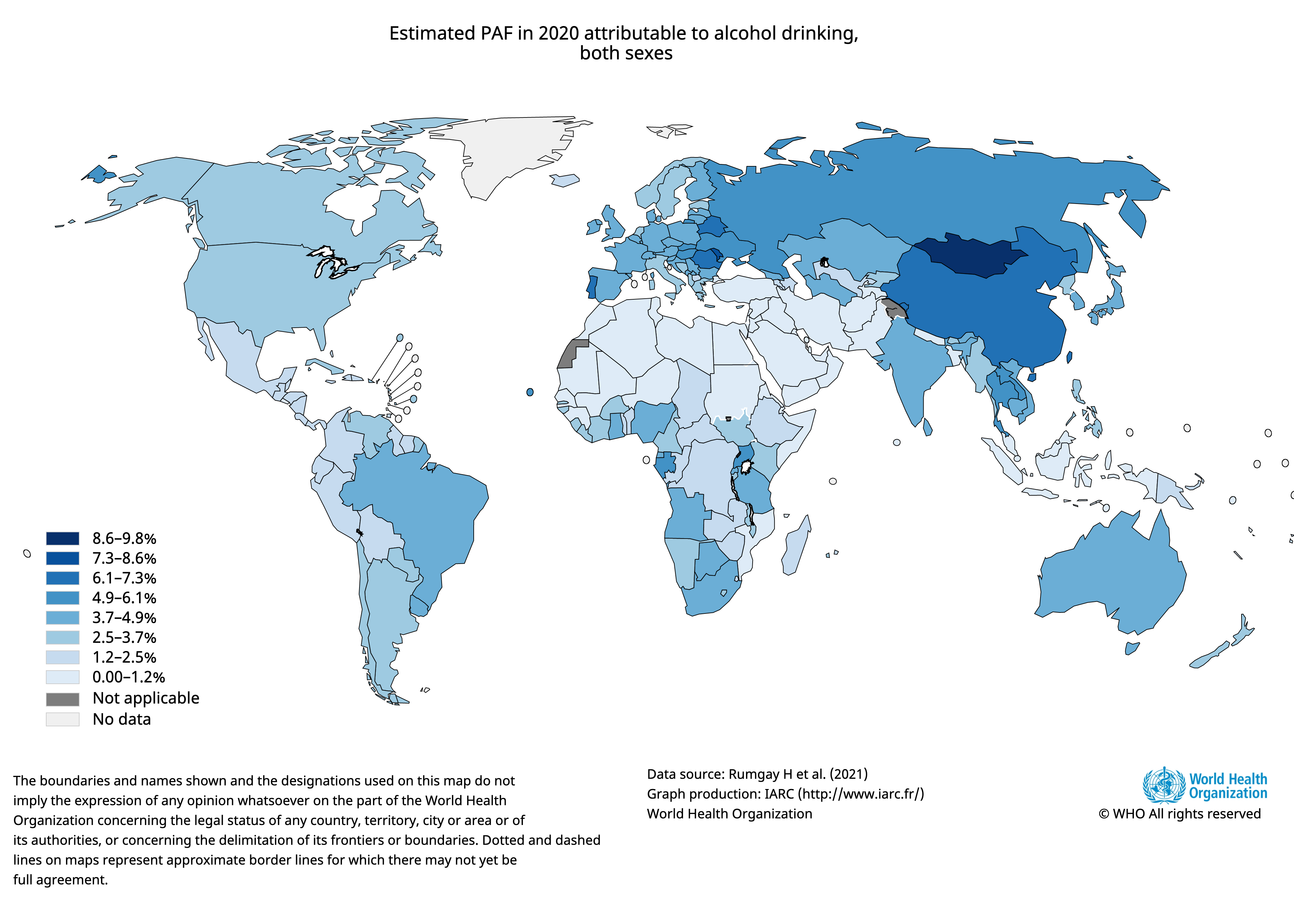
각 나라에서 음주로 인한 암 발생 비율. 음주로 인한 암 발생 인구기여분율(PAF)은 2020년을 기준으로 하며, 양 성별 모두 포함한다.

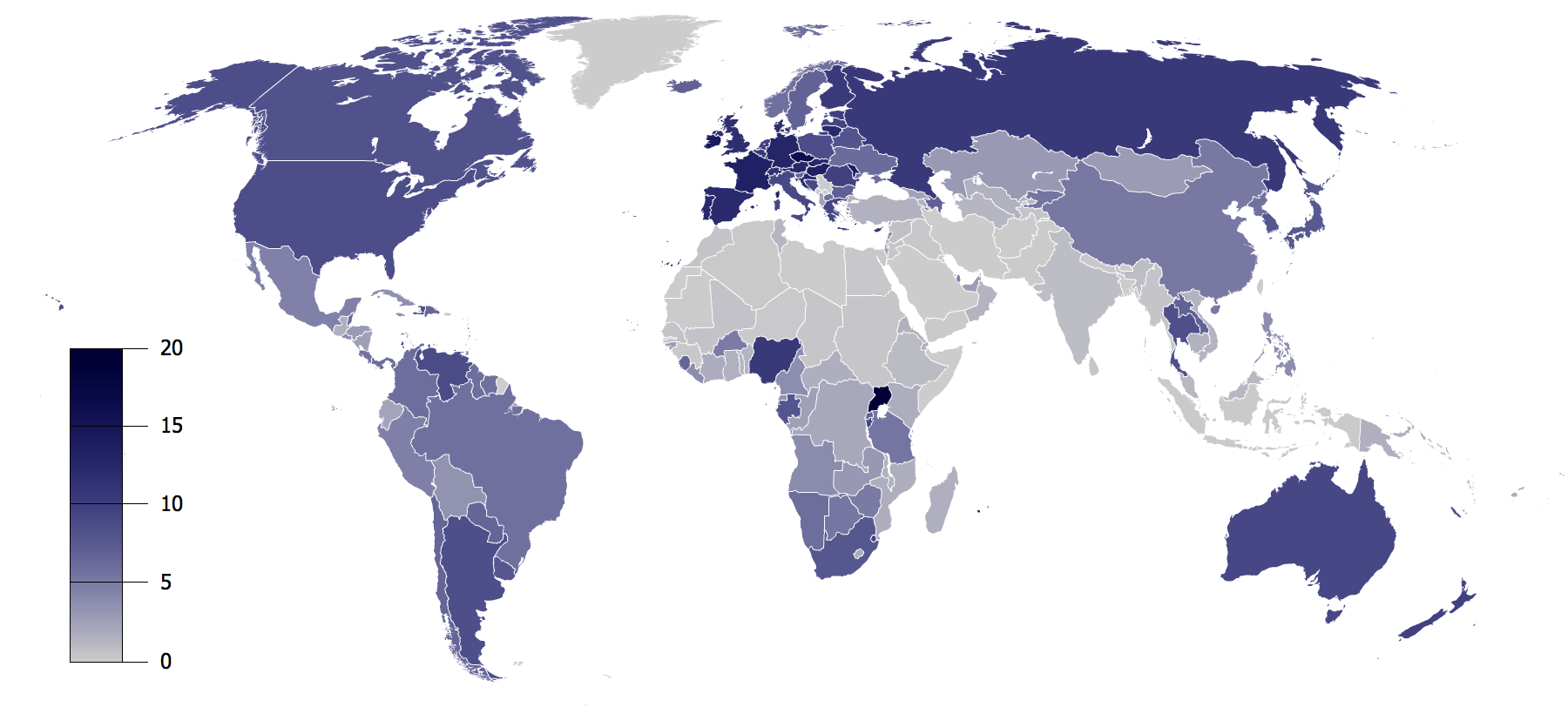
1인당 총 알코올 소비량(15세 이상), 순수 알코올 리터 단위.

알코올은 식도암, 간암, 유방암, 결장암, 구강암, 직장암, 인두암, 후두암을 유발하고 췌장암을 유발할 수 있다. 알코올 섭취의 양에 관계 없이도 암을 유발할 수 있다. 더 많은 알코올을 섭취할수록 암 위험이 높아지고 어떤 양도 안전한 것으로 간주할 수 없다. 알코올 음료는 1988년 국제암연구소(IARC)에서 1군 발암물질로 분류했다.
전 세계적으로 모든 암 사례의 3.6%와 암 사망의 3.5%는 알코올(그 중 에탄올의 대사물질인 아세트알데하이드를 포함한다.) 소비에 기인한다. 2020년 740,000건의 암 발병 사례, 즉 새로운 발병 사례의 4.1%가 알코올에 기인했다.
알코올은 세 가지 주요 메커니즘을 통해 암을 유발하는 것으로 생각된다.
1. DNA 메틸화[10]
2. 산화 스트레스
3. 호르몬 변화

이 뿐만 아니라 간경화증, 미생물 불균형, 면역 체계 기능 감소, 레티노이드 대사, 염증 수준 증가, 1-탄소 대사 및 엽산 흡수 방해의 이차 메커니즘도 이에 해당한다.
남성의 경우 주 당 15잔 이상, 여성의 경우 주 당 8잔 이상의 과음은 적당한 음주에 비해 암 발병률이 가장 높았다. 알코올 관련 사례의 비율은 남성:여성이 3:1이며, 특히 식도암 및 간암에서 두드러진다.
일부 국가에서는 소비자에게 술과 암에 대한 정보를 제공하는 경고 메시지를 도입했다. 알코올 업계는 알코올 음료에 암 경고 라벨 부착을 강제하는 법률을 폐지하기 위한 캠페인을 진행하였고 알코올 소비로 인한 암의 위험성에 대해 대중을 오도하는 일에 적극 힘썼다.

## 알코올 관련 암의 역학

### 알코올 섭취로 인한 암의유병률
2020년 전 세계적으로 약 74만 건의 알코올 관련 암이 확인되었다.
- 58%(430,000건)의 사례가 아시아에서 발생하였다.
- 25%(180,000건)의 사례가 유럽에서 발생하였다.
- 8%(60,000건)의 사례가 북아메리카에서 발생하였다.
- 5%(39,000건)의 사례가 라틴아메리카에서 발생하였다.
- 3%(23,000건)의 사례가 아프리카에서 발생하였다.
- 1%(7,000건)의 사례가 이외의 지역에서 발생하였다.

740,000건의 사례 중 75% 이상이 남성이었다.

### 미국
미국에서는 델라웨어주, 콜로라도주, 워싱턴 D.C, 뉴햄프셔주, 알래스카주에서 알코올 관련 암 발생률이 가장 높았다. 반대로, 켄터키주, 애리조나주, 오클라호마주, 웨스트버지니아주, 유타주에서는 알코올 관련 암 발생률이 가장 낮았다.
2013년부터 2016년까지 미국에서 매년 약 19,000명(4%)의 암 관련 사망자가 음주로 인해 발생했으며, 유방암과 식도암으로 인한 사망이 각각 여성과 남성에서 가장 흔했다.
미국 내 암 사망의 약 3.2%가 음주로 인한 것으로 추정되며, 주별 사망률 분포는 발생률의 분포와 일치하였다.

### 유럽
유럽 남성의 암 진단 중 약 10%가 음주로 인한 것으로 나타났으며, 유럽 여성의 암 진단 중 3%가 음주로 인한 것으로 추정된다.
유럽: 2011년 연구에 따르면 남성의 경우 전체 암 중 10건 중 1건, 여성의 경우 33건 중 1건이 과거 또는 현재 알코올 섭취로 인한 것으로 나타났다.

### 오스트레일리아
오스트레일리아: 2009년 연구에 따르면 오스트레일리아인 중 2,100명이 매년 음주로 사망하는 것으로 추정되었다.

## 발암물질및공동발암물질로써의 알코올
1998년에 세계보건기구 산하 국제 암 연구기관(Centre International de Recherche sur le Cancer, IARC)는 알코올 음료를 발암물질로 분류하였다. IARC에 따르면, "인간을 대상으로 한 알코올 음료의 발암성에 대한 충분한 증거가 있다. [...] 알코올 음료는 국제 암 연구기관 기준 그룹 1에 속하는 발암물질로 분류된다"고 기재하였다. 추가적인 역학적 증거에 의해 알코올과 암 발생과의 관련성을 입증함에 따라, IARC는 2007년에 재회의를 실시하였다. 역학적 연구 결과, 알코올 종류와 관계없이 암 발생 위험이 증가하는 것을 확인하였으며, 에탄올 노출에 따른 암 발생 위험 증가를 보여주는 동물 연구를 바탕으로 알코올 음료의 에탄올이 인간에게 발암성을 미치는 것으로 판단되었다.
알코올은 유방암, 간암, 대장암, 식도암, 인두암, 후두암, 구강암 발생 위험을 증가시키는 것으로 확인되었다. 또한, 2009년에는 에탄올의 대사산물인 아세트알데하이드 역시 인간에게 발암성을 미치는 물질로 판단되었다. 2021년 미국 국립독성프로그램(NTP)의 15차 보고서에서는 알코올 음료를 "인간에게 암을 유발하는 것으로 알려진 물질"로 분류하였으며, 아세트알데하이드는 "인간에게 암을 유발할 것으로 예상되는 물질"로 분류하였다.

## 기전

### 아세트알데하이드
아세트알데하이드는 간에서 에탄올이 분해되는 부산물로 알코올 탈수소효소(ADH), 시토크롬 P-450 2E1 및 박테리아 카탈레이스에 의해 대사된다. 이 때 간은 일반적으로 아세트알데하이드의 99%를 제거한다. ALDH2는 아세트알데하이드를 간을 통해 배설될 수 있는 부산물인 아세테이트로 전환한다.
ADH를 구성하는 DNA의 단일염기 다형성인 ADH1B*1를 가진 사람은 에탄올을 아세트알데하이드로 전환하는 비율이 높은 반면, ALDH2*2를 가진 사람은 아세트알데하이드를 아세테이트로 전환하는 비율이 느려 아세트알데하이드 농도가 더 빨리 축적된다. 동아시아 인구의 28~45%가 ALDH2*2 대립 유전자를 가지고 있는 것으로 추정된다. 간은 평균적으로 시간당 7그램의 에탄올을 분해할 수 있는 것으로 알려졌다. 예를 들어 와인 한 병의 에탄올을 제거하는 데 12시간이 걸리므로, 12시간 이상의 시간동안 간이 아세트알데하이드에 노출되는 것이다.
아세트알데하이드의 모티브는 DNA와 결합하여 물리적 형태를 변경하거나 복구 및 합성 메커니즘을 차단하여 돌연변이, 합성 중단 및 교환을 유도할 수 있다. 아세트알데하이드와 에탄올은 모두 메틸기 전이 효소인 S-아데노실-L-메티오딘(SAMe)의 합성을 억제한다.

### DNA 메틸화
DNA 메틸화는 뉴클레오타이드의 탄소-5에 메틸기가 추가되는 것으로, 가장 흔한 메틸화 부위는 구아닌 뉴클레오타이드 앞의 시스틴이다. 이러한 메틸화는 SAMe에서 메틸기를 가져오는 DNA 메틸전달효소에 의해 촉매된다. 과음은 SAMe의 가용성을 감소시킴으로, DNA의 메틸화 패턴을 변화시켜 저메틸화 또는 과메틸화를 유발하여, DNA 전사를 변화시킴으로써 후성유전학적 변화를 일으키는 것으로 추정된다.

### 산화 스트레스
산화 스트레스와 활성 산소 축적은 암 성장의 주요 원인으로, CYP450 2E1에 의한 에탄올의 아세트알데히드 대사에서 부산물로 생성된다. 세포 환경에 활성 산소가 존재하면 지질 과산화를 일으켜 외환성 부가물을 생성할 수 있다. 또한, 종양 미세 환경에서 활성 산소는 세포 간 신호로 작용하여 혈관 내피 성장 인자와 단핵구 화학 주성 단백질-1의 상향 조절을 유도할 수 있다. 알코올 섭취에 의한 철분의 축적 또한 산화 스트레스 관련이 있는 것으로 밝혀져 있으며, 이는 과산화 및 그에 따른 산화 손상을 더 많이 유발한다.

### 호르몬 조절
혈청 내 높은 수준의 호르몬 수치는 과도한 음주와 관련이 있다. 특히 에스트로겐과 에스트라디올은 세포 증식을 촉진하는 ER+ 세포의 전사 활동을 증가시킬 수 있다. 이에 프로게스테론 피임약을 사용하는 폐경 전 여성은 높은 에스트라디올 수치를 어느 정도 보완할 수 있지만, 폐경 후 여성의 경우 과도한 음주을 할 경우 에스트라디올 수치가 높아짐에 따라 유방암과 에스트로겐 의존적 암이 발생할 위험이 높아진다.

### 기타 기전
알코올과 암의 관련성은 다양한 기전으로 이루어진다. 과도한 알코올 소비는 엽산 이용 가능성을 감소시켜 DNA 수리를 위한 뉴클레오티드의 이용 가능성을 낮출 수 있다고 여겨진다. 또한 에탄올은 SAMe 형성에 중요한 아미노산인 호모시스테인을 메티오닌으로 전환하는 과정을 저해시킬 수 있다.
알코올 소비로 인한 염증 증가는 NF-κB와 같은 전사 인자를 포함한 다양한 사이토카인 생성을 증가시킬 수 있다.
추가적으로, 알코올 사용은 비타민 A 수준을 낮추며, 이로 인해 레티노이드 전환 및 신호 전달이 감소할 수 있다.
흡연과 음주를 모두 하는 개인들은 구강암, 기도암 및 식도암 발병 위험이 매우 높다. 에탄올은 흡연에서 발생하는 발암 인자들을 용해할 수 있는 용매 역할을 할 수 있다고 여겨진다. 연구에 따르면, 흡연 및 음주를 하지 않는 사람에 비해 흡연과 음주를 병행하는 사람은 이러한 암을 발병할 위험이 35배 더 높으며, 이러한 근거는 알코올과 담배 관련 발암물질 간에 상호작용이 있음을 시사할 수 있다.

### 에탄올의 국소적 발암 효과
알코올 소비와 관련된 암 발생 위험은 알코올 섭취 시 구강, 인두 및 식도와 같이 알코올에 가장 밀접하게 접촉하는 조직에서 더 높다. 에탄올은 검증된 발암물질이며, 더불어 간에서 생성되는 에탄올의 대사물질인 아세트알데하이드도 매우 발암성이 높기 때문에 구강, 인두, 식도 암과 같은 국소부(구강, 인두, 식도 암)뿐만 아니라 원발성(피부, 간, 유방) 암의 발생에도 영향을 미칠 수 있다. 알코올 음료에 함유된 농도에서의 에탄올은 세포 사멸을 일으키는 것이 잘 알려져 있다. 세포 배양에서 5–10% 에탄올에 1시간 노출 또는 30–40% 에탄올에 15초 노출에도 몇몇 세포만 생존하며, 이러한 생존 세포들은 암 발생을 이끌 수 있는 유전체 변화가 일어날 수 있다. 그러나 최근 연구에 따르면 에탄올의 세포 독성 효과가 구강강막, 인두 및 식도 내피 세포에 작용하여 깊은 점막층에 위치한 줄기세포의 분열을 활성화시키고, 이로써 죽은 세포를 대체할 수 있다는 주장도 제시되었다. 줄기세포가 분열할 때마다, 세포 분열 중 발생하는 돌연변이 (DNA 복제 중 발생하는 돌연변이 및 유사분열 중 발생하는 염색체 변화 등)에 따른 피할 수 없는 오류에 노출되며, 또한 DNA 손상 물질 (아세트알데하이드 및 담배 발암물질)의 유전독성 활성에 매우 취약해진다. 알코올 소비는 이러한 조직을 항상성으로 유지하는 줄기세포의 세포 분열의 축적을 촉진함으로써 구강강막, 인두 및 식도 암 발생 위험을 증가시킬 수 있다. 에탄올의 세포 독성 활성은 농도에 따라 다르므로 이러한 암 발생의 위험은 단순히 에탄올 양이 증가함에 따른 것만이 아니라, 농도가 증가됨에 따라 함께 증가한다. 예를 들어, 위스키 한 온스를 비알코올 음료와 혼합해서 희석해 섭취될 때보다 이를 원액으로 마실 때 더 발암성이 높을 수 있다. 에탄올의 국소 세포 독성 효과는 또한 알코올과 담배 사용이 이러한 암 위험에 상호작용하는 것을 설명할 수 있다.

### 상피-중간엽전환
한 연구에서는 알코올이 상피-중간엽 전환 (EMT)을 자극한다는 것을 발견했다. 이는 보통의 암 세포가 더 공격적인 형태로 변화하여 전신으로 확산하기 시작하는 과정이다.

### 이미 발병한 암의 진행에 미치는 알코올의 영향
알코올 섭취가 C형 간경화증 환자의 간세포암(HCC) 종양 성장에 미치는 영향에 대한 연구에 따르면 알코올이 종양 부피 배가 시간(TVDT)에 영향을 미치는 것으로 나타났다.
병아리 배아를 대상으로 한 연구에서는 알코올이 종양 내 혈관 발달을 자극하는 성장 인자의 생성을 촉진함으로써 종양 생장을 촉진한다는 결과를 제시하였다. 2006년에 마우스를 대상으로 한 연구는 음주가 혈관 신생 과정을 통해 종양이 크고 강하게 발생시키는 과정을 제시하였다.
쥐에 다량의 알코올을 투여한 연구에서는 알코올이 체지방의 감소와 면역 활성 억제를 통해 종양 생장을 촉진하는 것으로 나타났다.

## 유전적 변이와 암 위험
알코올 대사과정에서 생성되는 아세트알데하이드는 알코올 소비에 의해 유발되는 발암성에 중요한 영향을 미침으로, 아세트알데하이드 생성에 관여하는 효소들의 돌연변이는 암 위험을 증가시킬 수 있다. 이러한 효소들에는 사이토크롬 P450 2E1 및 알코올 탈수소효소가 포함된다. 한 연구에서는 "ADH1C*1 대립 유전자와 ADH1C*1/1이 알코올 관련 암 환자에게서 유의하게 더 빈번하게 나타났다…"고 제시하였다. 유럽에서 진행된 한 연구에서는 구강암과 인두암에 대한 유의한 보호를 제공하는 두 가지 유전자 변형을 발견하였다. 알코올은 잘 알려진 포르피린성 화학물질로, 몇몇 유럽 연구에서는 유전형 간 포르피린증과 간세포암 발생의 경향성을 연결하였다. 또한 전형적인 HCC 위험 인자가 명확하게 나타나지 않는 경우에도 알코올은 급성 간 포르피린증, 특히 급성 간헐 포르피린증, 변이 포르피린증 및 유전성 고로포르피린증과 연관이 있음을 제시하였다. 만발성 피부 포르피린증 또한 HCC와 관련이 있으나, 이 경우에는 바이러스, 혈색소증 및 알코올성 간경화증 같은 전형적인 위험 요인이 포함되어야 한다. 티로신혈증 1형은 헴 대사 경로의 두 번째 효소에 영향을 주는 유전적 장애로서, 어린 연령대 및 어린이를 포함한 인구에서 HCC 발생 위험을 높일 수 있는 연관성이 존재한다.

## 특정한 암들에 대한 위험인자

### 중등도의 알코올 섭취는 암 발생 위험을 증가시킨다.
서울대학교병원에서 2022년에 수행한 연구 7년 이상에 걸쳐 450만 명 이상의 사람들을 대상으로 조사한 결과를 보여주었다.
• 알코올 섭취량을 늘린 사람들은 동일한 수준의 알코올 섭취를 유지한 사람들보다 높은 암 발생 위험(알코올 관련 암 외에도)을 가졌다.
• 위험은 "기준 음주 수준과 상관없이" 증가하였다. 특히, 음주하지 않았던 사람들 중에서 가벼운 혹은 적당한 음주자로 변화한 경우에도 위험이 증가했다.

특히 알코올 섭취량이 없던 사람들이 적당한 음주로 증가하는 경우 "위암, 간암, 담낭암, 폐암, 다발성 골수종 및 백혈병"의 위험이 증가하였다.
이 연구에는 일부 한계가 존재한다. 예를 들어, 연구 참가자들은 모두 대한민국 국민건강보험공단에 등록되어 있었지만, 동아시아에서 흔히 발견되는 알코올 대사 질환을 고려하지 않았다. 참가자들의 연령은 40세 이상이었다. 스크리닝 중에 환자 개개인의 생활 양식과 행동을 설명하는 데이터가 없었으며, 암 발생 위험에 영향을 미칠 수 있는 참가자들의 스크리닝 전 음주 습관에 대한 데이터도 없었다.
이전 연구에서는 여성에게서의 알코올 섭취 증가는 구강암, 인두암, 식도암, 후두암, 직장암, 유방암 및 간암의 위험과 관련이 있다는 것이 밝혀졌다.

#### 구강암, 식도암, 인두암 및 후두암

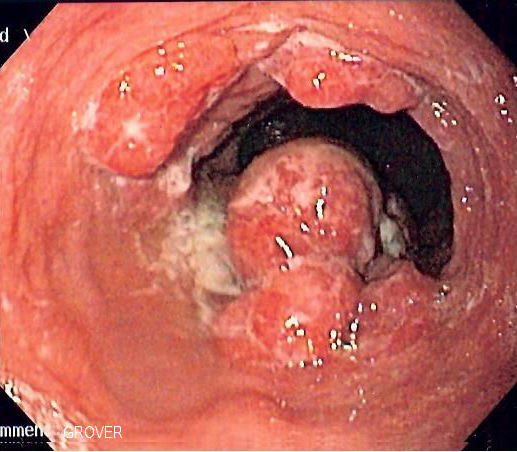
위-식도 접합부에 식도선암이 고나찰된 환자의 내시경 이미지.

알코올 섭취는 섭취량과 관계 없이 구강암, 식도암, 인두암 및 후두암의 발병 위험 요인이다. 미국 국립암연구소는 "알코올을 섭취하면 입, 식도, 두경부, 후두 및 간의 암 발병 위험이 남성과 여성 모두에게 높아진다. (...) 일반적으로 어떠한 양의 알코올을 섭취하던 (주당 와인 2 잔 미만의 가벼운 수준) 기준 위험을 초과하며, 중등도의 알코올 섭취(하루 와인 한 잔)는 위험을 크게 증가시키며, 특히 주당 와인 7 잔을 초과하는 사람들의 경우 위험이 매우 높아진다. (한 잔은 보통 맥주 12 온스, 와인 5 온스, 80도 근증류주 1.5 온스로 정의한다.) … 또한, 담배와 알코올을 함께 사용하는 것은 각각 단독 사용하는 것보다 위험하며, 구강, 두경부 및 식도의 암 발병 가능성을 더욱 높인다."라고 밝혔다. 미국 연방정부의 2010년 미국인 식이지침에서는 여성은 하루에 한 잔까지, 남성은 하루에 두 잔까지의 알코올 섭취를 권장한다. 하루에 세 잔 이상 또는 주당 일곱 잔 이상의 여성 음주자 또는 하루에 네 잔 이상 또는 주당 14잔 이상의 남성 음주자의 경우 과도한 알코올 섭취로 정의하였다.
국제 인두암 역학 연구 연합체(INHANCE)는 이 문제에 관한 메타연구를 진행했다. 후두암과 음료 유형의 관계를 조사한 연구에서는 "빈번한 와인 소비를 하는 이탈리아 인구에서 와인 섭취가 후두암 위험과 가장 강력하게 관련된 음료임을 나타낸다"라는 결론을 내렸다.
1966년부터 2006년까지 발표된 역학 문헌에 대한 리뷰 연구에서는 다음과 같은 결론을 내렸다
- 식도암의 발병 위험은 알코올 중단 후 처음 두 해 동안 거의 두 배로 증가했는데, 이러한 급격한 증가는 이미 질병 증상이 나타난 후 음주를 중단하기 때문일 수 있다.
- 식도암 발병 위험은 그 후 오랜 기간 동안 급격하고 유의미하게 감소했다. 인두암 위험은 중단 후 10년이 지난 후에만 유의미하게 감소했다.
- 알코올 중단 후 20년 이상이 지난 경우, 양쪽 암 모두의 위험은 알코올을 전혀 마시지 않은 사람들과 유사한 수준으로 나타났다.[59][60]

한 연구에 따르면 하루에 정기적으로 음주를 할 때마다 구강암 및 인두암 발병률이 1000명당 1명 증가하고, 식도암 및 후두암 발병률은 1000명당 0.7명 증가한다는 결과가 나타났다. 식도암 및 후두암 발병률은 1000명당 0.7명 증가한다.
2008년 연구에서는 알코올의 분해 생성물인 아세트알데히드가 구강암과 관련이 있을 수 있다고 제시했다.

#### 유방암

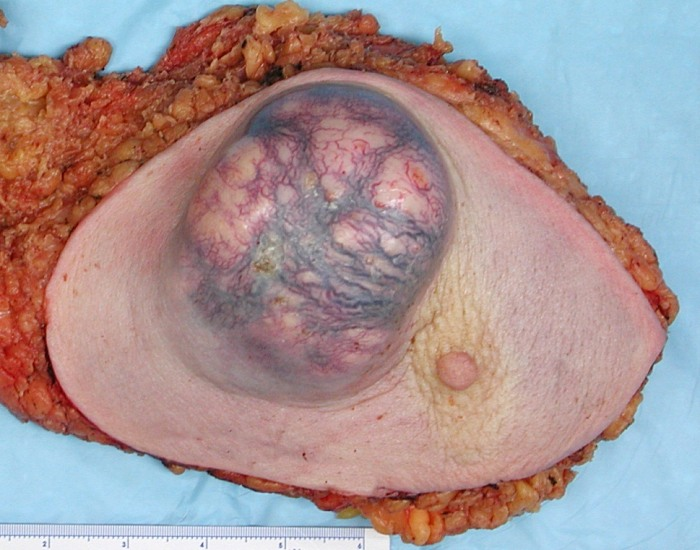
매우 큰 유방상피내암이 포함된 유방 절제술 표본.

알코올은 여성의 유방암 발병 위험 요소이다.
하루 평균 두 잔의 알코올을 섭취하는 여성은 하루 평균 한 잔을 마시는 여성보다 유방암 발병 위험이 8% 더 높다. 한 연구에 따르면 매일 정기적으로 섭취되는 술 한 잔씩마다 유방암 발병률이 1000명당 11명씩 증가하였다. 영국에서 보고되는 유방암 중 약 6% (3.2%에서 8.8% 사이)는 음주를 매우 낮은 수준으로 줄이면(즉, 주 당 한 잔 미만) 예방할 수 있는 것으로 나타났다. 중등도에서 과도한 알코올 음료 소비(주당 적어도 세 번에서 네 번)는 유방암 재발 위험을 1.3배로 증가시키며, 어떤 양의 알코올 소비도 유방암 생존자의 재발 위험을 현저하게 증가시킨다.

#### 대장암

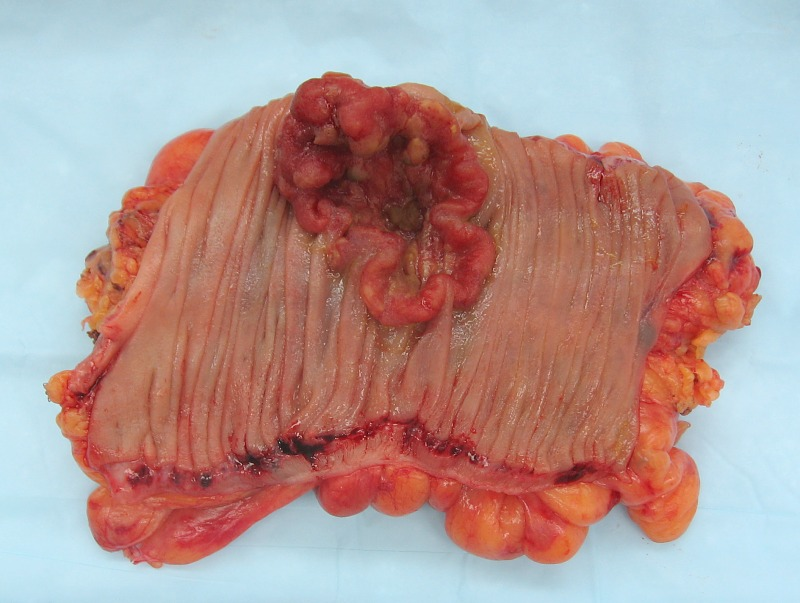
침습형 대장암(분화구형의 붉고 불규칙한 형태의 종양)이 포함된 대장 절제술 표본.

음주는 대장암 조기 발병의 원인이 될 수 있다. 알코올이 대장암의 원인임을 입증하는 증거는 남성에게는 높게 나타났고, 여성에게도 가능성이 있는 것으로 나타났다.
미국 국립보건원, 미국 국립암연구소, 암 연구 기관, 미국 암 협회, 메이요 클리닉, 대장암 연합 학회, 미국 임상종양학회 및 메모리얼 슬로언-케터링 암 센터(The Memorial Sloan-Kettering Cancer Center)는 알코올을 대장암의 위험 요소로 지정하고 있다.
세계 암 연구 기금 패널(WCRF) 보고서에는 일일 절대 알코올 섭취량이 30그램을 초과하는 수준에서 남성의 대장암 위험을 증가시킨다는 증거를 "확실한 증거"로 판단한다. 미국 국립암연구소는 "과도한 알콜 소비는 대장암 위험을 증가시킬 수 있다"고 언급하고 있다.
2011년 진행된 메타분석 연구에서는 알코올 소비가 대장암 위험을 증가시키는 것과 관련이 있다는 결과가 나왔다.

#### 간암

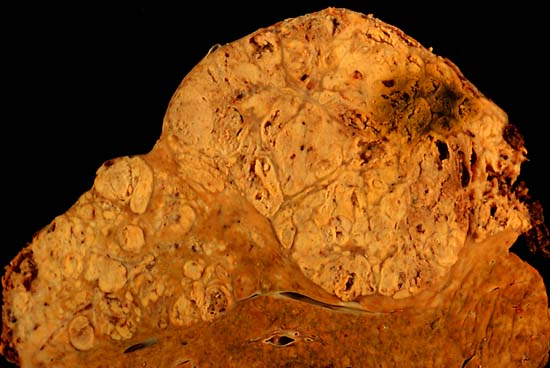
C형 간염 양성 환자의 간세포암종 부검 표본

알코올은 간암의 위험 요인으로 작용하며, 이는 간경화증을 통해 나타난다. 간경화증은 주로 만성 알코올 사용으로 인해 간 내에서 흉터 형성으로 인해 발생한다.
"간경화증을 가진 사람 중 약 5%에서 간암이 발병한다. 간경화증은 알코올 남용으로 인한 손상 후 간 세포가 흉터 조직으로 대체되어 발전하는 질환으로, …"
국가 알코올 남용 및 중독 연구소(National Institute on Alcohol Abuse and Alcoholism, NIAAA)에서는 "장기간에 걸친 과도한 음주가 지속된 경우 원발성 간암과 관련되었다. 그러나 알코올 또는 다른 요인으로 인한 간경화증이 암을 유발시키는 주된 원인으로 여겨진다."라고 보고하였다."
미국 국립암연구소(NCI)는 "하루에 다섯 번 이상의 음료를 섭취하는 경우 간암 발병 확률이 현저히 증가한다"고 보고하였다.
연구에 따르면 매일 정기적으로 추가로 소비하는 음주 한 잔당 간암 발생률이 1000명당 0.7씩 증가한다는 결론을 제시하였다.
미국에서 간암은 비교적 희귀한 편이며, 약 10만 명당 약 2명 정도에 영향을 미치지만, 이 케이스 들 중 최대 36%가 과도한 알코올 소비와 관련이 있다고 일부 연구자들이 언급하고 있다. "전체적으로 HCC의 61%는 C형 간염 바이러스(HCV)로 인한 것이며, 13%는 B형 간염 바이러스(HBV)로 인한 것이며, 18%는 과도한 알코올 소비로 인한 것이다." 북부 이탈리아의 브레시아 지역에서 실시된 연구는 "인구 기여위험도(Population Attributable Risks, AR)을 기준으로 볼 때, 과도한 알코올 섭취가 이 지역에서 HCC의 가장 주요한 원인으로 보이며(AR: 45%), 그 다음으로 HCV(AR: 36%) 및 HBV(AR: 22%) 감염이 있다."라는 결론을 제시하였다.

#### 폐암
하루에 2잔 이상의 음주는 폐암의 위험 증가와 약한 관련이 있다. R. Curtis Ellison MD는 Freudenheim 외의 연구에 대한 논평에서 "이 연구는 다른 연구와 마찬가지로 다량의 음주(하루 2잔 이상)와 폐암 위험 간의 약한 양의 상관관계를 제시한다"고 쓰고 있다. 그러나 음주와 폐암 사이의 관계에 대한 연구는 모순된 결과를 내놓았다. 연구는 일반적으로 폐암 발병의 가장 중요한 위험 요인 중 하나인 흡연과 같은 요인에 의한 교란 요소의 영향을 받는다. 따라서 음주와 폐암의 관련성은 명확하지 않다.

#### 피부암
유럽 전역 암 및 영양 조사 (European Prospective Investigation into Cancer and nutrition, EPIC) 코호트 연구의 결과는 음주와 피부암 간에 양의 상관관계를 가짐을 보여주었다. 기준 알코올 섭취량과 평생 알코올 섭취량의 경우 남성에서 편평상피세포암, 기저세포암 및 흑색종 발병 위험의 증가와 관련이 있었다. 여성에서도 알코올 섭취에 따른 피부암의 위험이 증가하는 결과가 나타났으나, 남성보다는 연관성이 덜 강하게 나타났다. 악성 흑색종의 발병 위험은 음주 섭취량과 관계 없이 증가하였다.

#### 위암
"위암, 대장암, 직장암, 간암, 유방암 및 난소암의 위험이 통계적으로 유의하게 증가하였다."
"음주가 위암의 원인으로 광범위하게 연구되었지만, 위험을 증가시킨다는 결정적인 증거는 없다. 그러나 최소한 세 연구의 결과는 과도한 음주가 흡연자 중 위암의 위험을 증가시킬 수 있음을 시사한다."
대만의 연구에서는 "… 담배 흡연이 위암의 초기 발병에 가장 해로운 역할을 할 수 있으며, 음주는 이 과정을 촉진할 수 있다"라는 결론을 제시하였다.
노르웨이의 연구에서는 "다양한 정도의 알코올 노출과 위암 위험 간에 통계적으로 유의한 연관성은 없었으나, 담배의 과도한 사용(일일 20회 이상) 및 알코올의 과도한 사용(14일 내 5회 이상)이 병용될 경우 비흡연자에 비해 비분문부 위암 위험이 약 5배 증가하였다.(HR = 4.90 [95% CI = 1.90–12.62])"는 결과를 발표하였다.

### 하루 50g 이상의 알코올 섭취는 암 발생 위험을 증가시킨다.

#### 자궁내막암

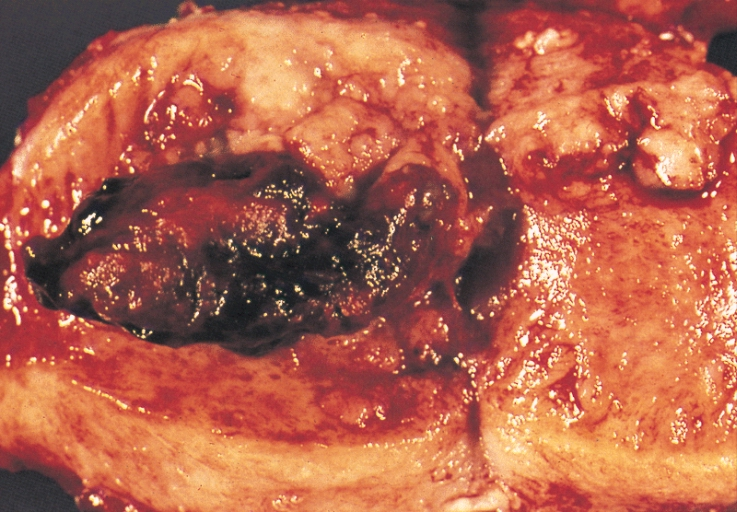
자궁 내막을 침범한 자궁내막선암

알코올은 자궁내막암의 위험 요소로 확인되었다. 그러나 음주와 자궁내막암 간의 연관성에 대한 데이터는 상충되는 부분이 있다. 데이터 상 적은 양에서 중간 정도의 음주(하루에 두 잔 미만)는 위험 증가에 관련되지 않으나, 다량의 알코올을 섭취하는 경우 연관성이 존재함이 나타났다. 연구에 따르면, 폐경기 여성에서 하루에 2잔 이상의 음주가 자궁내막암 발병 위험을 증가시키며, 낮은 알코올 소비(하루에 한 잔까지)는 자궁내막암 위험에 큰 영향을 미치지 않을 것이라는 결과를 제시하였다.

#### 담낭암
알코올은 담낭암의 위험 요인으로 제시되었다. 다량의 알코올 섭취는 담낭암과 연관되어 있는 것으로 보여지는 근거가 존재한다. 또한 남성은 여성보다 알코올과 관련된 담낭암 위험에 노출될 가능성이 더 높을 수 있다.

#### 난소암
연구에 따르면, 상대적으로 높은 알코올 섭취량(하루에 40g 이상)이 상피성 난소암 위험을 약간 증가시킬 수 있다는 결론이 제시되었다.
"난소와 전립선 암과의 연관성도 발견되었지만 하루에 50g와 100g일 경우에만 해당된다." "위암, 대장암, 직장암, 간암, 여성 유방암 및 난소암의 위험도 통계적으로 유의한 증가가 발견되었다."
"따라서 이 병합 분석은 적당한 정도의 알코올 섭취와 난소암 위험 간의 연관성을 뒷받침하지 않는다."

#### 전립선암
건강 전문가들의 추적 연구 데이터에 따르면 총 알코올 섭취와 전립선암 위험 간에는 약한 연관성만을 보여주며, 적색 와인 섭취와 전립선암 위험과는 전혀 관련이 없었다.
2001년에 발표된 메타분석에서는 하루에 50g 이상 알코올을 섭취하는 남성에게 약간 증가한 전립선암의 발병 위험을 발견했으며, 하루 100g 이상 섭취하는 남성들은 조금 더 높은 위험을 보였다. 이후 미국에서의 코호트 연구에서는 중간량의 증류주를 마시는 남성들과 다량 음주를 하는 대조군간의 위험 증가를 발견했으나, 맥주나 와인의 다량 소비는 위험 증가와 연관이 없었다.
일일 50g 및 100g의 알코올 섭취는 난소 및 전립선암과 관련성이 존재한다. 한 연구에서는 중간량의 알코올 소비 또한 전립선암 위험을 증가시킨다는 결론을 제시하였다. 연구에 따르면, 리큐르의 경우 와인이나 맥주와는 달리 전립선암에 양의 상관관계를 가졌다는 점이 제시되었다.
프레드 허친슨 암 연구센터(Fred Hutchinson Cancer Research Center)는 매주 레드 와인을 4잔 이상 소비한 남성들의 전립선암 발병 위험을 50% 감소시켰다는 결과를 발표했다. 연구에서는 "맥주나 도수 높은 주류의 소비와 관련된 중요한 영향을 찾지 못했으며 화이트 와인의 경우 명확한 위험 감소가 없었는데, 이는 레드 와인에는 다른 종류의 술에는 없는 유익한 화합물이 존재함을 시사한다. 그 화합물은 붉은 품종의 포도의 껍질에 풍부한 레스베라트롤일 수 있으며, 이는 항산화제로 작용한다."라는 점을 제시하였다.
2009년에 발표된 메타분석 연구에서는 하루에 두 잔만 섭취해도 암 위험이 20% 증가한다는 결과가 제시되었다.

#### 소장암

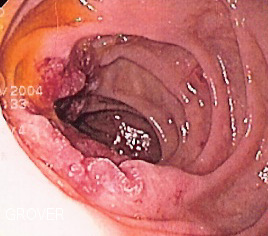
십이지장암의 샘창자팽대에 생긴 선암의 내시경 이미지.

소장암 환자를 대상으로 한 연구에 따르면, 알코올 소비는 선암과 악성 카르시노이드 종양과 관련이 있음이 나타났다.
"남성과 여성을 합한 모든 대상에서 다량의 음주자(하루에 80g 이상의 에탄올 섭취)에서 중간 정도의 음주자 및 비음주자 대비 위험이 3배 이상 증가한 것이 관찰되었다."
"알코올 및 담배 소비는 소장의 아데노카르시노마의 위험을 증가시키지 않았다. (...) 현재 데이터에 의하면 담배나 알코올의 주요한 영향과 일치하지 않지만, 이러한 요인과 소장암 사이에 중등도의 연관성이 우연의 작용으로 인해 가려질 수 있음을 시사한다."

### 근거가 명확하지 않음

#### 백혈병
임신 중 알코올 섭취는 아동 백혈병과 연관이 존재한다고 알려져 있다. 그러나 국립 암 연구소에서 발표한 리뷰 논문에서는 임신 중 산모의 알코올 소비를 "가능성이 있는" 범주로 분류했지만 그 위험이 크지 않다는 결론을 내렸다.
급성 림프모구 백혈병 (ALL)

어린이의 경우, 임신 중 모성 알코올 소비는 ALL에 대한 중요한 위험 요인으로 보기는 어렵다.
급성 골수성 백혈병 (AML)
한 연구는 "결론적으로, 우리의 연구는 알코올 섭취와 백혈병 위험 사이에 명확한 연관성을 보여주지는 않았지만, 일부 위험 추정치의 패턴들 (알코올 섭취와 ALL, AML 및 CLL 위험 사이의 가능한 J-모양의 용량-반응 곡선, 그리고 알코올과 CML 사이의 긍정적인 연관성)이 존재할 수 있다."는 결론을 제시하였다.
유아기 급성 골수성 백혈병(Childhood AML)
세 개의 연구에서 "임신 중 알코올 음료를 마신 어머니의 위험이 증가했다 (대략 1.5-2배 증가). 이러한 연관성은 특히 3세 미만의 어린이들에서 더 두드러졌다.", "임신 중 모성 알코올 소비는 아동 백혈병, 특히 AML의 위험을 증가시킨다."라는 결론을 제시하였다.
급성 비림프구성 백혈병 (ANLL)
연구에서 태아가 알코올에 노출된 경우 어린이에서 비림프구 백혈병 발병 위험이 두 배로 증가한다는 사실이 발견되었다.
만성 림프구성 백혈병 (CLL)
연구에 따르면, 알코올 섭취와 백혈병 발병 위험 사이에 명확한 관련성을 보여주지 않았지만, 알코올 섭취와 급성 림프모성 백혈병, 급성 골수성 백혈병 및 만성 림프구성 백혈병 위험 사이의 가능성 있는 J-형태의 용량-반응 곡선 및 알코올과 만성 골수성 백혈병간의 양적 관련성과 같은 위험성은 유의미할 수 있다는 의견이 제시되었다.
만성 골수성 백혈병 (CML)
이탈리아에서 실시한 인구 기반 대조군 연구에 따르면, 음주와 만성 골수성 백혈병간의 유의미한 양의 상관관계를 발견할 수 없었다.
털세포백혈병 (Hairy cell leukemia)

연구에서는 흡연, 알코올 또는 커피 소비와 털세포 백혈병 간의 관련성을 찾을 수 없었다.

#### 다발성 골수종 (MM)
알코올은 다발성 골수종의 원인 중 하나로 기능할 것으로 추정되었으나, 음주자와 비음주자를 대조한 연구에서는 다발성 골수종과 알코올간의 연관성을 찾을 수 없었다.

#### 췌장암
알코올 남용과 췌장염 간의 관련성은 확립되어 있지만, 알코올 소비와 췌장암 간의 관련성은 명확하지 않다. 만성적인 과음은 췌장암 위험을 증가시킨다는 결과도 있으나, 둘 간의 관련성을 찾지 못한 연구도 여럿 존재한다. 그러나 하루에 약 30g 이하의 알코올을 섭취하는 사람들에게는 추가적인 위험이 증가하지 않는 것으로 나타났다.
대부분의 연구에서 명확한 연관성을 찾을 수 없었으며, 존재하는 경우에도 모두 약한 연관성만을 가지는 것으로 밝혀졌다. 과도한 알코올 소비는 만성 췌장염의 주요 원인이지만, 알코올로 인한 췌장염의 경우 다른 유형의 만성 췌장염보다 췌장암으로 직접 진행되는 경우가 드물다.
일부 연구에서는 알코올 섭취량이 증가함에 따라 위험이 증가한다는 관계가 존재한다는 결과를 제시하였다. 이에 따르면, 췌장암의 발생 위험은 주로 하루에 네 잔 이상 마시는 사람들에게 가장 크게 나타났다. 하루에 약 30g, 즉 하루에 두 잔 이하의 알코올을 섭취하는 사람들에게는 추가적인 위험이 발견되지 않았다. 따라서 대부분의 사람들이 췌장암의 위험 요인이 될 수준까지 알코올을 섭취하는 것으로 보이며, 종합 분석에서는 이 점이 "하루에 30g 이상의 알코올을 소비할 때 췌장암 위험이 약간 증가한다는 결과와 일치한다."라고 결론지었다.
일부 연구는 그들의 발견이 교란 요인에 인한 것일 수 있다고 경고하고 있다. 혹은 연관성이 존재한다 해도, 알코올 음료에 포함된 알코올 자체가 아닌 다른 성분에 의해 나타난 결과일 수 있다고 주장한다. 네덜란드에서 진행된 연구에서는, 흰 와인을 마시는 사람들이 더 낮은 위험을 가진다는 사실이 발견되기도 하였다.
영국의 연구에서는 "만성 췌장염 케이스 중 약 7개 중 10개는 장기간의 과음 때문에 발생한다. 만성 췌장염은 췌장암의 알려진 위험 요인이다. 그러나 알코올로 인한 만성 췌장염은 다른 유형의 만성 췌장염보다 위험을 증가시키지 않는다. 따라서 알코올과 췌장암 위험 사이에 연관성이 있다면 아주 미세할 것이다."라는 결과를 제시하였다.
한 연구에서는 미국 일반 인구가 일반적으로 섭취하는 알코올 섭취량이 췌장암의 위험 요인이 아닐 것이라는 의견을 제시하였다. 그러나 나이, 흡연 상태 및 흡연력에 따른 변수를 조정한 다른 연구에서는 알코올 섭취량의 증가에 따라 췌장암의 상대 위험이 증가하였다(P = 0.11).
이 외에도, "알코올 중독자의 췌장암에 대한 추가 위험은 40% 정도로 제한적이었다. (...) 알코올 중독자의 췌장암에 대한 추가 위험은 작으며 흡연에 의한 교란으로 해석될 수 있다.", "지방 및 알코올 섭취량이 췌장암의 상대 위험을 증가시키는 것으로 나타났고, (...) 알코올은 췌장암의 직접적인 원인이 아닐 수 있으며, 그 효과는 알코올 자체가 아닌 일부 알코올 음료의 성분 때문일 수 있다.", "비음주자의 데이터와 비교할 때 맥주, 증류주, 레드 와인 및 강화 와인 등의 에탄올 그램으로 표시된 모든 종류의 알코올의 누적 평생 소비량은 췌장암 발생 위험과 관련이 없었다. (...) 화이트 와인의 소비는 위험과 반비례 관련이 있었다 (...) 화이트 와인을 평생 마신 횟수에 대한 일관된 췌장암 위험 감소는 작은 수의 데이터에 기반한 결과이다. (...)", "대부분의 경우 총 알코올, 와인, 주류 및 맥주 소비는 췌장암과 관련이 없었다.", "이 두개의 대규모 코호트의 데이터는 커피 섭취 또는 알코올 섭취와 췌장암 위험 사이의 전반적인 관련성을 뒷받침하지 않는다.", "우리의 연구 결과는 하루에 30그램 이상의 알코올을 소비하는 경우 췌장암 위험이 약간 증가한다는 결과와 일치한다." 등의 다양한 연구 결과가 제시되었다.

### 위험 증가가 의심되지 않음
이 문단에서는 알코올이 위험 요소로 제시되지 않은 암 종류 및 해당 분야 논문이 출판된 암 종류에 대해 서술한다.

#### 소아 별아교세포종
연구에 따르면 태아의 알코올 노출과 소아 별아교세포종과의 연관성이 없다는 결론이 제시되었다.

#### 담관암
관련 리뷰 논문에서는 알코올 섭취와 담관암 사이에 연관성이 없다는 결론이 제시되었다.

#### 방광암
알코올 섭취와 방광암에 대한 역학 데이터에서는 둘 간의 연관성이 없다는 것이 나타났으며, 일부 데이터에서 관찰된 일반적인 위험 증가의 경우 흡연으로 인한 교란이거나, 알코올, 커피 및 아직 확인되지 않은 방광암의 위험 요인에 의한 것일 수 있다는 결과가 제시되었다.

#### 자궁경부암
알코올 중독 여성은 상피내암 및 침습성 자궁경부암에 높은 위험군에 속해있으나, 이는 생활 양식과 같은 간접적인 이유로 해석할 수 있다는 점이 제시되었다.

#### 유방암중 비침윤성 젖관암종(Ductal Carcinoma in Situ of the Breast, DCIS)
비침윤성 젖관암종 유방암 환자와 대조군 간에는 경구 피임약 사용, 호르몬 대체 요법, 알코올 소비 또는 흡연 이력, 유방 자가 검진 여부의 측면에서 차이가 없었다. 유방암 중 비침윤성 소엽상피내암(Lobular Carcinoma In Situ of the Breast, LCIS)에 대한 연관성은 유사했다.

#### 뇌실막세포종
기초 문헌에 대한 리뷰 논문에서, "한 연구에서는 맥주 섭취가 뇌실막세포종 발생 위험을 증가시킨다고 제시하였으나 다른 연구에서는 그렇지 않았다."라는 결과가 제시되었다.

#### 안구내 및 포도막흑색종
연구에 따르면 알코올 섭취와 포도막흑색종의 발병 사이에는 연관성이 없는 것으로 나타났다.

#### 비인두암
체계적 리뷰 논문에서는 가벼운 음주는 비인두암의 발생 위험을 낮추고, 과도한 음주는 위험을 증가한다는 결론을 제시하였다.

#### 신경모세포종
몇몇 연구에서는 임신 중 음주가 신경모세포종의 발병 위험을 증가시킨다는 것을 제시하였다.

#### 침샘암
알코올 사용은 침샘암의 발생 위험을 증가시킬 수 있다.

#### 고환암
한 리뷰 논문에서는 담배, 술, 식습관 등의 행동과 고환암 사이에 명확한 인과 관계를 증명할 수 있는 증거가 없다는 결론이 제시되었다.

#### 갑상선암
2009년의 리뷰 논문에서는 알코올 섭취가 갑상선암 발병 위험에 영향을 미치지 않는 것으로 나타났다. 그러나 2009년에 490,000명의 남성과 여성을 대상으로 한 연구에서는 알코올이 갑상선암 발병 위험을 줄일 수 있다는 결론이 제시되었다.
2009년에 영국에서 1,280,296명의 여성을 대상으로 한 연구에서는 "우리가 발견한 알코올 섭취와 관련된 갑상선암의 발생 위험 감소는 일부 연구에서의 결과와 일치하지만, 10개의 대조군 연구와 두 개의 코호트 연구의 메타분석에서는 통계적으로 유의한 관련성이 없었다."라는 결론이 제시되었다.

#### 질암
덴마크의 연구에서는 금주가 질암의 VV-SCCvagina (Vulvar and Vaginal Squamous Cell Carcinoma)와 VV-SCCvulva 두 경우 모두에서 발생 위험을 낮춘다고 밝혔다.
한 연구에서는 알코올 중독 여성이 질암에 걸릴 위험이 높다는 결론을 제시하였으나, 두 경우에서 모두 질암의 발병과 알코올간의 관계는 생활 습관과 관련된 간접적인 이유일 것으로 추정된다는 점이 제시되었다.

#### 외음부암
한 연구는 "우유, 고기, 간, 알코올 및 커피 소비와 외음부암 위험 사이에 일관된 관련성이 드러나지 않았다."라고 보고했다. 덴마크의 연구에서는 반대로 외음부암의 VV-SCCvagina 와 VV-SCCvulva 와 알코올 소비가 유의미하게 연관성이 있는 것으로 제시되었다. 스웨덴 연구에서는 알코올을 섭취하는 여성이 외음부암에 대한 더 높은 위험에 처하지 않는다는 결과가 제시되었다.

### 위험 감소

#### 호지킨 림프종
한 연구에서는 "이 대규모 유럽 연구의 결과는 남성 및 지중해 지역이 아닌 국가에서 알코올이 비호지킨 림프종 발병 위험을 줄일 수 있는 보호 효과를 시사했다"라는 결론을 보고하였다. 독일의 인구 기반 사례-대조군 연구에서는 알코올이 남성과 여성 모두에게 호지킨 림프종의 위험을 줄이는 데 기여한다는 결과를 얻었으며, 특히 남성의 경우 발병 위험을 53% 감소시켰다는 결론을 얻었다.
이탈리아의 인구 기반 사례-대조 연구에서는 비흡연자 중 호지킨 림프종 발병 위험을 낮추는 알코올 섭취의 보호 효과를 보고했다. 북부 이탈리아의 여러 사례-대조 연구 데이터 분석 결과, 흡연자와 비흡연자 모두에게 호지킨 림프종 위험을 낮추는 데 알코올이 긍정적인 영향을 미친 것으로 나타났다.
미국에서 100만 명 이상의 여성을 대상으로 한 연구에서는 알코올 소비량이 증가함이 호지킨 림프종 발병 위험 감소와 연관되었다는 결과가 제시되었다.

#### 신장암
중등도의 알코올 소비는 여성과 남성 모두에게 신장세포암의 위험 저하와 관련이 있는 것으로 제시되었다. 이 연합 분석에서는 알코올 섭취와 신장세포암 간의 반비례 관계를 찾았다. 위험은 하루에 8잔 이상 (즉, >100g/일)의 알코올 섭취에서도 계속해서 감소했으며 위험의 수준에서 큰 차이가 나지 않았다."
중년 및 노년 여성을 대상으로 한 코호트 연구 결과, 중등도의 알코올 소비가 신장세포암 발병 위험을 감소시킬 수 있는 것으로 나타났다. 아이오와에서 실시된 연구를 한 연구진은 "이 인구 기반 사례-대조 연구에서 여성 중에선 알코올 소비가 신장세포암 발병 위험을 낮추는 것으로 나타났지만 남성에게는 해당되지 않았다"라고 보고했다. 이 연구는 다양한 교란 변수 (즉, 식습관, 신체 활동 및 가족력)에 대한 다변량 조절 이후에도 이 연관성이 유지되어 실질적인 인과관계가 존재함을 뒷받침하고 있다.
다른 연구에서는 남성과 여성 모두에게서 알코올 소비와 신장암 발병 위험 간의 관련성을 찾지 못한 경우도 있었다.
핀란드의 한 연구에 따르면 "이러한 데이터는 남성 흡연자들 사이에서 알코올 소비가 신장세포암(RCC) 발병 위험을 감소시킬 수 있는 것으로 나타난다. 대부분의 위험 감소는 알코올 섭취량이 가장 높은 사람들에서 나타났으며, 특히 흡연자들 사이에서 알코올은 여러 암의 위험 요인 중 하나이다. 따라서 이러한 데이터는 주의 깊게 해석되어야 한다.", "우리의 데이터는 알코올 섭취량과 신장세포암 발병 위험 간에 반비례 관계가 있음을 시사한다. (...)" 라는 결과와 함께, 음주를 하지 않는 경우와 대비하여, 하루에 한 잔 이상의 술을 마신 남성은 신장암 발병 위험이 31% 낮았다는 점이 161,126명의 하와이-로스앤젤레스 다양 인종 연구를 통해 제시되었다.
100만 명 이상의 미국 여성을 대상으로 한 연구에서, 알코올 소비량이 증가함에 따라 신장암 발병 위험이 감소하는 것으로 나타났다.

#### 비호지킨 림프종(Non-Hodgkin lymphoma)
한 연구에서는 "알코올 음료를 소비하는 사람들은 그렇지 않은 사람들에 비해 비호지킨 림프종의 발병 위험이 낮을 수 있으며, 이 위험은 비호지킨 림프종의 하위 유형에 따라 다를 수 있다.", "비음주자 대비하여, 알코올 소비자는 비호지킨 림프종의 전체 발병 위험이 낮았으며, 주요 하위 유형에 대해서도 발병 위험이 감소하였다."라는 결론을 제시하였다.
일부 연구에서는 특정 형태의 알코올 음료나 특정 인구 그룹에서 비호지킨 림프종의 보호 효과를 발견하였다. 미국의 남성 대상 연구에서는 와인 소비가 비호지킨 림프종 발병 위험을 감소시키는 것으로 연관되었지만 맥주나 증류주와는 연관성을 찾지 못하였으며, 대규모 유럽 연구에서는 남성과 지중해 지역이 아닌 국가에서 알코올의 보호 효과를 확인하였다. 아이오와 주의 노년 여성을 대상으로 한 연구에서는 알코올이 비호지킨 림프종 발병 위험을 감소시키는 것으로 나타났으며, 위험을 감소시키는 데 있어서 주로 알코올 섭취량이 종류보다 주요한 결정 요인으로 나타났다.
그러나 일부 연구에서는 알코올 섭취가 비호지킨 림프종 발생 위험을 낮춘다는 보호적인 효과를 찾지 못한 경우도 있었다. 영국의 연구에서는 음주 빈도와 비호지킨 림프종 간에 연관성을 찾지 못하였으며, 스웨덴 연구에서는 모든 맥주, 와인, 혹은 리큐르 등의 모든 술 섭취와 검사한 주요 비호지킨 림프종 하위 유형 간에 연관성을 찾지 못했다. 단, 과도한 와인 소비와 만성 림프구성 백혈병 발병 위험 증가 간에는 연관성을 확인하였다.
비호지킨 림프종 환자를 대상으로 한 다른 연구에서는 "우리의 결과는 의료 전문가들에게 비호지킨 림프종 환자에게 흡연을 중단하고 알코올 소비를 줄이도록 권고하는 것을 강력히 권장한다"라고 결론지었다.
100만 명 이상의 미국 여성을 대상으로 한 또 다른 연구에서는 알코올 소비량이 비호지킨 림프종 발병 위험을 감소시키는 것과 연관되었다는 점을 제시하였다.

## 알코올 섭취 제한 권장량
위에서 설명한 바와 같이 알코올 섭취에 따른 암 발생의 위험은 각각의 암에 따라 다르기 때문에 암 위험과 관련된 권장 알코올 섭취량은 없다. 건강한 남성을 대상으로 하는 정부의 가이드라인에 따르면, 주당 140~280g의 범위 이하에서의 알코올 섭취를 권장하고 있다.
한 메타분석 연구에서는 권장 수준 아래에서도 암 발생 위험이 증가할 수 있다는 내용을 제시한다. 해당 연구에서는 비음주자 대비 음주자의 경우 구강암 및 인두암 (RR, 1.9), 식도암 (RR 1.4), 후두암 (RR 1.4), 유방암 (RR 1.3), 간암 (RR 1.2), 대장암 (RR 1.1) 및 직장암 (RR 1.1) 등에서 하루 두 잔(25g) 수준부터 위험이 증가한다는 결과를 제시하였다.
세계 암 연구 기금(WCRF)에서는 남성은 하루 최대 두 잔, 여성은 하루 최대 한 잔 이하로 소비하도록 권장하고 있다. 그리고 이 "한 잔"을 약 10~15g의 에탄올을 포함하는 음료로 정의하고 있다.

## 주류업계의 알코올과 암에 대한 조작
2017년 발표된 연구에 따르면, 세계 주요 알코올 기업이 설립한 홍보 단체가 알코올 소비로 인한 암 위험에 대한 대중을 현혹시키는 데 적극적으로 기여하고 있다는 사실이 밝혀졌다. 이 연구는 이러한 활동이 흔히 행해지는 담배 산업의 활동과 유사한 패턴을 가지고 있다고 비교했으며, 주로 여성 음주자를 대상으로 유방암에 대한 잘못된 정보가 제공되는 것으로 나타났다.
전 세계적으로 주류업게는 알코올 음료에 대한 암 경고 라벨을 제거하기 위해 법률 개정 캠페인을 진행했다.
미국 국립암연구소 (AICR)가 2019년에 실시한 조사에서는 알코올 섭취에 의한 암 발생 위험에 대해 미국 국민의 인식이 2017년 39%에서 2019년 45%로 상승했다고 발표했다. 또한, AICR은 적당한 음주가 심혈관 건강에 도움이 된다는 광고가 실제 암 발생 위험에 대한 인식을 해친다고 판단하였다.

## 같이 보기
- 알코올
- 암
- 질병

1. ↑  《Global Status Report on Alcohol 2004》 (PDF). Geneva: World Health Organization. 2004. 11–12쪽. ISBN 978-92-4-156272-0.
2. ↑  “IARC: Home”. 《www.iarc.who.int》 (영어). 2022년 9월 12일에 확인함.
3. ↑  Rumgay, Harriet; Shield, Kevin; Charvat, Hadrien; Ferrari, Pietro; Sornpaisarn, Bundit; Obot, Isidore; Islami, Farhad; Lemmens, Valery E. P. P.; Rehm, Jürgen; Soerjomataram, Isabelle (2021년 8월 1일). “Global burden of cancer in 2020 attributable to alcohol consumption: a population-based study”. 《The Lancet Oncology》 (영어) 22 (8): 1071–1080. doi:10.1016/S1470-2045(21)00279-5. ISSN 1470-2045. PMC 8324483. PMID 34270924.
4. ↑  “Alcohol and Cancer Risk Fact Sheet - NCI”. 《www.cancer.gov》 (영어). 2021년 7월 14일. 2022년 6월 28일에 확인함.
5. ↑  “No level of alcohol consumption is safe for our health”. 《www.who.int》 (영어). 2023년 1월 12일에 확인함.
6. ↑  Rumgay, Harriet; Shield, Kevin; Charvat, Hadrien; Ferrari, Pietro; Sornpaisarn, Bundit; Obot, Isidore; Islami, Farhad; Lemmens, Valery E. P. P.; Rehm, Jürgen; Soerjomataram, Isabelle (2021년 8월 1일). “Global burden of cancer in 2020 attributable to alcohol consumption: a population-based study”. 《The Lancet Oncology》 (영어) 22 (8): 1071–1080. doi:10.1016/S1470-2045(21)00279-5. ISSN 1470-2045. PMC 8324483. PMID 34270924.
7. ↑  Varela-Rey, Marta; Woodhoo, Ashwin; Martinez-Chantar, Maria-Luz; Mato, José M.; Lu, Shelly C. (2013). “Alcohol, DNA methylation, and cancer”. 《Alcohol Research: Current Reviews》 35 (1): 25–35. ISSN 2168-3492. PMC 3860423. PMID 24313162.
8. ↑  Rumgay, Harriet; Shield, Kevin; Charvat, Hadrien; Ferrari, Pietro; Sornpaisarn, Bundit; Obot, Isidore; Islami, Farhad; Lemmens, Valery E. P. P.; Rehm, Jürgen; Soerjomataram, Isabelle (2021년 8월 1일). “Global burden of cancer in 2020 attributable to alcohol consumption: a population-based study”. 《The Lancet Oncology》 (영어) 22 (8): 1071–1080. doi:10.1016/S1470-2045(21)00279-5. ISSN 1470-2045. PMC 8324483. PMID 34270924.
9. ↑  “IARC: Home”. 《www.iarc.who.int》 (영어). 2022년 9월 12일에 확인함.
10. ↑  Varela-Rey, Marta; Woodhoo, Ashwin; Martinez-Chantar, Maria-Luz; Mato, José M.; Lu, Shelly C. (2013). “Alcohol, DNA methylation, and cancer”. 《Alcohol Research: Current Reviews》 35 (1): 25–35. ISSN 2168-3492. PMC 3860423. PMID 24313162.
11. ↑  Rumgay, Harriet; Murphy, Neil; Ferrari, Pietro; Soerjomataram, Isabelle (2021). “Alcohol and Cancer: Epidemiology and Biological Mechanisms”. 《Nutrients》 (영어) 13 (9): 3173. doi:10.3390/nu13093173. ISSN 2072-6643. PMC 8470184. PMID 34579050.
12. ↑  Rumgay, Harriet; Shield, Kevin; Charvat, Hadrien; Ferrari, Pietro; Sornpaisarn, Bundit; Obot, Isidore; Islami, Farhad; Lemmens, Valery E. P. P.; Rehm, Jürgen; Soerjomataram, Isabelle (2021년 8월 1일). “Global burden of cancer in 2020 attributable to alcohol consumption: a population-based study”. 《The Lancet Oncology》 (영어) 22 (8): 1071–1080. doi:10.1016/S1470-2045(21)00279-5. ISSN 1470-2045. PMC 8324483. PMID 34270924.
13. ↑  Rumgay, Harriet; Shield, Kevin; Charvat, Hadrien; Ferrari, Pietro; Sornpaisarn, Bundit; Obot, Isidore; Islami, Farhad; Lemmens, Valery E. P. P.; Rehm, Jürgen; Soerjomataram, Isabelle (2021년 8월 1일). “Global burden of cancer in 2020 attributable to alcohol consumption: a population-based study”. 《The Lancet Oncology》 (영어) 22 (8): 1071–1080. doi:10.1016/S1470-2045(21)00279-5. ISSN 1470-2045. PMC 8324483. PMID 34270924.
14. ↑  “Cancer and Alcohol”. 《gco.iarc.fr》 (영어). 2022년 9월 14일에 확인함.
15. ↑  “Report Details Alcohol's Global Cancer Burden - NCI”. 《www.cancer.gov》 (영어). 2021년 8월 12일. 2022년 9월 14일에 확인함.
16. 1 2  Goding Sauer, Ann; Fedewa, Stacey A.; Bandi, Priti; Minihan, Adair K.; Stoklosa, Michal; Drope, Jeffrey; Gapstur, Susan M.; Jemal, Ahmedin; Islami, Farhad (2021년 4월 1일). “Proportion of cancer cases and deaths attributable to alcohol consumption by US state, 2013-2016”. 《Cancer Epidemiology》 (영어) 71 (Pt A): 101893. doi:10.1016/j.canep.2021.101893. ISSN 1877-7821. PMID 33477084. S2CID 231680583.
17. ↑  Goding Sauer, Ann; Fedewa, Stacey A.; Bandi, Priti; Minihan, Adair K.; Stoklosa, Michal; Drope, Jeffrey; Gapstur, Susan M.; Jemal, Ahmedin; Islami, Farhad (2021년 4월 1일). “Proportion of cancer cases and deaths attributable to alcohol consumption by US state, 2013-2016”. 《Cancer Epidemiology》 (영어) 71 (Pt A): 101893. doi:10.1016/j.canep.2021.101893. ISSN 1877-7821. PMID 33477084. S2CID 231680583.
18. ↑  Nelson, David E.; Jarman, Dwayne W.; Rehm, Jürgen; Greenfield, Thomas K.; Rey, Grégoire; Kerr, William C.; Miller, Paige; Shield, Kevin D.; Ye, Yu; Naimi, Timothy S. (April 2013). “Alcohol-Attributable Cancer Deaths and Years of Potential Life Lost in the United States”. 《American Journal of Public Health》 103 (4): 641–648. doi:10.2105/AJPH.2012.301199. ISSN 0090-0036. PMC 3673233. PMID 23409916.
19. ↑  Scoccianti, Chiara; Cecchini, Michele; Anderson, Annie S.; Berrino, Franco; Boutron-Ruault, Marie-Christine; Espina, Carolina; Key, Timothy J.; Leitzmann, Michael; Norat, Teresa; Powers, Hilary; Wiseman, Martin; Romieu, Isabelle (2016년 12월 1일). “European Code against Cancer 4th Edition: Alcohol drinking and cancer”. 《Cancer Epidemiology》 (영어) 45: 181–188. doi:10.1016/j.canep.2016.09.011. ISSN 1877-7821. PMID 27816465.
20. ↑  Drinking over recommended limit 'raises cancer risk'. BBC. 8 April 2011
21. ↑  Schutze, M.; Boeing, H.; Pischon, T.; Rehm, J.; Kehoe, T.; Gmel, G.; Olsen, A.; Tjonneland, A. M.; Dahm, C. C.; Overvad, K.; Clavel-Chapelon, F.; Boutron-Ruault, M.-C.; Trichopoulou, A.; Benetou, V.; Zylis, D.; Kaaks, R.; Rohrmann, S.; Palli, D.; Berrino, F.; Tumino, R.; Vineis, P.; Rodriguez, L.; Agudo, A.; Sanchez, M.-J.; Dorronsoro, M.; Chirlaque, M.-D.; Barricarte, A.; Peeters, P. H.; Van Gils, C. H.;  외. (2011). “Alcohol attributable burden of incidence of cancer in eight European countries based on results from prospective cohort study”. 《BMJ》 342: d1584. doi:10.1136/bmj.d1584. PMC 3072472. PMID 21474525.
22. ↑  Study bolsters alcohol-cancer link ABC News 24 August 2009
23. ↑  《Alcohol drinking》. Lyon: World Health Organization, International Agency for Research on Cancer. 1988. 258–259쪽. ISBN 978-92-832-1244-7.
24. ↑  Brooks, Philip J. (2011),  Zakhari, Samir; Vasiliou, Vasilis; Guo, Q. Max, 편집., “Alcohol as a Human Carcinogen”, 《Alcohol and Cancer》 (영어) (New York, NY: Springer New York), 1–4쪽, doi:10.1007/978-1-4614-0040-0_1, ISBN 978-1-4614-0039-4, 2022년 9월 12일에 확인함
25. ↑  15th Report on Carcinogens. 《National Toxicology Program (NTP)》 (보고서). doi:10.22427/ntp-other-1003. S2CID 245412518.
26. 1 2 3  Rumgay, Harriet; Murphy, Neil; Ferrari, Pietro; Soerjomataram, Isabelle (2021). “Alcohol and Cancer: Epidemiology and Biological Mechanisms”. 《Nutrients》 (영어) 13 (9): 3173. doi:10.3390/nu13093173. ISSN 2072-6643. PMC 8470184. PMID 34579050.
27. ↑  Pöschl G, Seitz HK (2004). “Alcohol and cancer”. 《Alcohol and Alcoholism》 39 (3): 155–65. doi:10.1093/alcalc/agh057. PMID 15082451.
28. 1 2  Seitz, Helmut K.; Becker, Peter (2007). “Alcohol Metabolism and Cancer Risk”. 《Alcohol Research & Health》 30 (1): 38–47. ISSN 1535-7414. PMC 3860434. PMID 17718399.
29. ↑  Varela-Rey, Marta; Woodhoo, Ashwin; Martinez-Chantar, Maria-Luz; Mato, José M.; Lu, Shelly C. (2013). “Alcohol, DNA Methylation, and Cancer”. 《Alcohol Research: Current Reviews》 35 (1): 25–35. ISSN 2168-3492. PMC 3860423. PMID 24313162.
30. 1 2  Varela-Rey, Marta; Woodhoo, Ashwin; Martinez-Chantar, Maria-Luz; Mato, José M.; Lu, Shelly C. (2013). “Alcohol, DNA Methylation, and Cancer”. 《Alcohol Research: Current Reviews》 35 (1): 25–35. ISSN 2168-3492. PMC 3860423. PMID 24313162.
31. 1 2  Seitz, Helmut K.; Becker, Peter (2007). “Alcohol Metabolism and Cancer Risk”. 《Alcohol Research & Health》 30 (1): 38–47. ISSN 1535-7414. PMC 3860434. PMID 17718399.
32. 1 2  Purohit V, Khalsa J, Serrano J (April 2005). “Mechanisms of alcohol-associated cancers: introduction and summary of the symposium”. 《Alcohol》 35 (3): 155–60. doi:10.1016/j.alcohol.2005.05.001. PMID 16054976.
33. ↑  Boffetta P, Hashibe M (February 2006). “Alcohol and cancer”. 《The Lancet Oncology》 7 (2): 149–156. doi:10.1016/S1470-2045(06)70577-0. PMID 16455479.
34. ↑  Rumgay, Harriet; Murphy, Neil; Ferrari, Pietro; Soerjomataram, Isabelle (2021). “Alcohol and Cancer: Epidemiology and Biological Mechanisms”. 《Nutrients》 (영어) 13 (9): 3173. doi:10.3390/nu13093173. ISSN 2072-6643. PMC 8470184. PMID 34579050.
35. 1 2  Shield, Kevin D.; Soerjomataram, Isabelle; Rehm, Jürgen (2016). “Alcohol Use and Breast Cancer: A Critical Review”. 《Alcoholism: Clinical and Experimental Research》 (영어) 40 (6): 1166–1181. doi:10.1111/acer.13071. PMID 27130687.
36. 1 2  Varela-Rey, Marta; Woodhoo, Ashwin; Martinez-Chantar, Maria-Luz; Mato, José M.; Lu, Shelly C. (2013). “Alcohol, DNA Methylation, and Cancer”. 《Alcohol Research: Current Reviews》 35 (1): 25–35. ISSN 2168-3492. PMC 3860423. PMID 24313162.
37. 1 2  Purohit V, Khalsa J, Serrano J (April 2005). “Mechanisms of alcohol-associated cancers: introduction and summary of the symposium”. 《Alcohol》 35 (3): 155–60. doi:10.1016/j.alcohol.2005.05.001. PMID 16054976.
38. 1 2  Rumgay, Harriet; Murphy, Neil; Ferrari, Pietro; Soerjomataram, Isabelle (2021). “Alcohol and Cancer: Epidemiology and Biological Mechanisms”. 《Nutrients》 (영어) 13 (9): 3173. doi:10.3390/nu13093173. ISSN 2072-6643. PMC 8470184. PMID 34579050.
39. ↑  Pöschl G, Seitz HK (2004). “Alcohol and cancer”. 《Alcohol and Alcoholism》 39 (3): 155–65. doi:10.1093/alcalc/agh057. PMID 15082451.
40. ↑  “Alcohol and Cancer”. 《Alcohol Alert》 21. 1993. 2005년 12월 23일에 원본 문서에서 보존된 문서. 2006년 5월 26일에 확인함.
41. ↑  Blot WJ, McLaughlin JK, Winn DM,  외. (1988년 6월 1일). “Smoking and drinking in relation to oral and pharyngeal cancer”. 《Cancer Research》 48 (11): 3282–7. PMID 3365707.
42. ↑  Lopez-Lazaro M (October 2016). “A local mechanism by which alcohol consumption causes cancer.” (PDF). 《Oral Oncology》 62: 149–152. doi:10.1016/j.oraloncology.2016.10.001. hdl:11441/52478. PMID 27720397. 2022년 9월 29일에 원본 문서 (PDF)에서 보존된 문서. 2023년 8월 28일에 확인함.
43. ↑  Rush University Medical Center Alcohol Activates Cellular Changes That Make Tumor Cells Spread 26 October 2009
44. ↑  Forsyth CB, Tang Y, Shaikh M, Zhang L, Keshavarzian A (January 2010). “Alcohol stimulates activation of Snail, epidermal growth factor receptor signaling, and biomarkers of epithelial-mesenchymal transition in colon and breast cancer cells”. 《Alcohol. Clin. Exp. Res.》 34 (1): 19–31. doi:10.1111/j.1530-0277.2009.01061.x. PMC 3689303. PMID 19860811.
45. ↑  Matsuhashi T, Yamada N, Shinzawa H, Takahashi T (June 1996). “Effect of alcohol on tumor growth of hepatocellular carcinoma with type C cirrhosis”. 《Internal Medicine》 35 (6): 443–8. doi:10.2169/internalmedicine.35.443. PMID 8835593. In conclusion we found that alcohol intake was closely related to the tumor growth of HCC in patients with type C cirrhosis.
46. ↑  Gu JW, Bailey AP, Sartin A, Makey I, Brady AL (January 2005). “Ethanol stimulates tumor progression and expression of vascular endothelial growth factor in chick embryos”. 《Cancer》 103 (2): 422–31. doi:10.1002/cncr.20781. PMID 15597382. S2CID 17578583.
47. ↑  “Equivalent of 2–4 Drinks Daily Fuels Blood Vessel Growth, Encourages Cancer Tumors in Mice” (보도 자료). American Physiological Society. 2006년 4월 3일. 2006년 6월 29일에 원본 문서에서 보존된 문서. 2009년 6월 26일에 확인함.
48. ↑  Tan W, Bailey AP, Shparago M,  외. (August 2007). “Chronic alcohol consumption stimulates VEGF expression, tumor angiogenesis and progression of melanoma in mice”. 《Cancer Biology & Therapy》 6 (8): 1211–7. doi:10.4161/cbt.6.8.4383. PMID 17660711.
49. ↑  Núñez NP, Carter PA, Meadows GG (May 2002). “Alcohol consumption promotes body weight loss in melanoma-bearing mice”. 《Alcoholism: Clinical and Experimental Research》 26 (5): 617–26. doi:10.1111/j.1530-0277.2002.tb02583.x. PMID 12045469.
50. ↑  Pöschl, Gudrun; Stickel, Felix; Wang, Xiang D.; Seitz, Helmut K. (February 2004). “Alcohol and cancer: genetic and nutritional aspects”. 《Proceedings of the Nutrition Society》 (영어) 63 (1): 65–71. doi:10.1079/PNS2003323. ISSN 0029-6651. PMID 15070439. S2CID 7130931.
51. ↑  Homann N, Stickel F, König IR,  외. (April 2006). “Alcohol dehydrogenase 1C*1 allele is a genetic marker for alcohol-associated cancer in heavy drinkers”. 《International Journal of Cancer》 118 (8): 1998–2002. doi:10.1002/ijc.21583. PMID 16287084. S2CID 11716548.
52. ↑  “Clues to alcohol cancer mystery”. 《BBC News》. 2008년 5월 25일. 2009년 6월 29일에 확인함.
53. ↑  〈Oculocutaneous tyrosinemia/tyrosine aminotransferase deficiency〉, 《Atlas of Inherited Metabolic Diseases 3E》, CRC Press, 2011년 12월 30일, 164–170쪽, doi:10.1201/b15310-23, ISBN 978-1-4441-1225-2
54. 1 2 3 4 5  “Increased alcohol use linked with higher risk of cancer in new study”. CNN. 2022년 8월 24일.
55. 1 2 3 4  Allen NE, Beral V, Casabonne D,  외. (March 2009). “Moderate alcohol intake and cancer incidence in women”. 《Journal of the National Cancer Institute》 101 (5): 296–305. doi:10.1093/jnci/djn514. PMID 19244173.
56. ↑  “Alcohol Consumption”. 《Cancer Trends Progress Report – 2007 Update》. National Cancer Institute. December 2007. 2009년 6월 29일에 확인함.
57. ↑  “Research Projects: Pooled analysis investigating the effects of beer, wine and liquor consumption on the risk of head and neck cancers”. The International Head and Neck Cancer Epidemiology Consortium. 2008년 12월 11일에 원본 문서에서 보존된 문서. 2009년 6월 29일에 확인함.
58. ↑  Garavello W, Bosetti C, Gallus S,  외. (February 2006). “Type of alcoholic beverage and the risk of laryngeal cancer”. 《European Journal of Cancer Prevention》 15 (1): 69–73. doi:10.1097/01.cej.0000186641.19872.04. PMID 16374233. S2CID 29247309.
59. ↑  “Alcohol and cancer: is drinking the new smoking?” (보도 자료). Centre for Addiction and Mental Health. 2007년 9월 26일. 2008년 9월 7일에 원본 문서에서 보존된 문서. 2009년 6월 29일에 확인함.
60. ↑  “Alcohol And Cancer: Is Drinking The New Smoking?” (보도 자료). Centre for Addiction and Mental Health, Science Daily. 2007년 9월 28일. 2009년 6월 29일에 확인함.
61. ↑  Warnakulasuriya S, Parkkila S, Nagao T,  외. (2007). “Demonstration of ethanol-induced protein adducts in oral leukoplakia (pre-cancer) and cancer”. 《Journal of Oral Pathology & Medicine》 37 (3): 157–165. doi:10.1111/j.1600-0714.2007.00605.x. PMID 18251940.
62. ↑  Alcohol and oral cancer research breakthrough 보관됨 2 5월 2009 - 웨이백 머신
63. ↑  “What Are the Risk Factors for Breast Cancer?”. American Cancer Society. 2009년 5월 31일. 2009년 4월 29일에 원본 문서에서 보존된 문서. 2009년 6월 29일에 확인함.
64. ↑  “What You Need To Know About Breast Cancer”. National Cancer Institute. 2014년 10월 5일에 원본 문서에서 보존된 문서. 2008년 8월 24일에 확인함.
65. ↑  “Definite breast cancer risks”. 《CancerHelp UK》. Cancer Research UK. 2017년 8월 30일.
66. ↑  “Guide to Breast Cancer” (PDF). American Society of Clinical Oncology. 2008. 6쪽. 2009년 9월 2일에 원본 문서 (PDF)에서 보존된 문서. 2009년 6월 29일에 확인함.
67. ↑  Room, R; Babor, T; Rehm, J (2005). “Alcohol and public health”. 《The Lancet》 365 (9458): 519–30. doi:10.1016/S0140-6736(05)17870-2. PMC 5936368. PMID 15705462. S2CID 9350950.
68. 1 2  Non-Technical Summary 보관됨 24 7월 2006 - 웨이백 머신. UK Committee on Carcinogenicity of Chemicals in Food Consumer Products and the Environment (COC)
69. ↑  American Association for Cancer Research Alcohol Consumption Increases Risk of Breast Cancer Recurrence 10 December 2009 보관됨 1 3월 2010 - 웨이백 머신
70. ↑  Alcohol link to breast cancer recurrence. BBC. 11 December 2009
71. ↑  Zisman AL, Nickolov A, Brand RE, Gorchow A, Roy HK (March 2006). “Associations between the age at diagnosis and location of colorectal cancer and the use of alcohol and tobacco: implications for screening”. 《Archives of Internal Medicine》 166 (6): 629–34. doi:10.1001/archinte.166.6.629. PMID 16567601.
72. ↑  “Types of cancer”. World Cancer Research Fund. 2009년 6월 9일에 원본 문서에서 보존된 문서. 2009년 6월 29일에 확인함.
73. ↑  “Colorectal Cancer – Step 1: Find Out About Colorectal Cancer Risk”. National Cancer Institute. 2009년 4월 22일에 원본 문서에서 보존된 문서. 2009년 6월 29일에 확인함.
74. ↑  “Colorectal Cancer Prevention”. National Cancer Institute. 2009년 5월 7일. 2009년 6월 29일에 확인함.
75. ↑  “Food types and bowel cancer”. Cancer Research. 2008년 9월 19일. 2009년 6월 29일에 확인함.
76. ↑  “What Are the Risk Factors for Colorectal Cancer?”. American Cancer Society. 2009년 5월 18일. 2008년 4월 19일에 원본 문서에서 보존된 문서. 2009년 6월 26일에 확인함.
77. ↑  “Colon Cancer: Risk factors”. Mayo Clinic. 2008년 5월 2일. 2009년 6월 29일에 확인함.
78. ↑  “Assessing Your Risk for Colorectal Cancer”. Colorectal Cancer Coalition. 2009년 1월 9일. 2009년 4월 27일에 원본 문서에서 보존된 문서. 2009년 6월 29일에 확인함.
79. ↑  “alcohol”. 2015년 11월 3일.
80. ↑  Sloan-Kettering – Colorectal Cancer: Risk Reduction
81. ↑  World Cancer Research Fund; American Institute for Cancer Research (2007). 《Food, Nutrition, Physical Activity, and the Prevention of Cancer: a Global Perspective》 (PDF). Washington, D.C.: American Institute for Cancer Research. ISBN 978-0-9722522-2-5. 2009년 3월 25일에 원본 문서 (PDF)에서 보존된 문서. 2009년 6월 29일에 확인함.
82. ↑  National Cancer Institute (NCI) Cancer Trends Progress Report Alcohol Consumption 보관됨 16 12월 2012 - 웨이백 머신
83. ↑  Fedirko, V.; Tramacere, I.; Bagnardi, V.; Rota, M.; Scotti, L.; Islami, F.; Negri, E.; Straif, K.; Romieu, I.; La Vecchia, C.; Boffetta, P.; Jenab, M. (2011년 2월 9일). “Alcohol drinking and colorectal cancer risk: an overall and dose-response meta-analysis of published studies”. 《Annals of Oncology》 22 (9): 1958–1972. doi:10.1093/annonc/mdq653. PMID 21307158.
84. ↑  Alcohol and Cancer Risk. cancer.gov
85. ↑  Liver Cancer Risk Factors 보관됨 2014-01-16 - 웨이백 머신. cancer.org
86. ↑  Risk Factors. umgcc.or 보관됨 23 2월 2009 - 웨이백 머신
87. ↑  Liver Cancer: The Basics 보관됨 2016-01-13 - 웨이백 머신. oncolink.org
88. ↑  Liver Cancer. utmedicalcenter.org 보관됨 28 7월 2011 - 웨이백 머신
89. ↑  Takada, Akira; Shujiro Takase; Mikihiro Tsutsumi (1992). 〈Alcohol and Hepatic Carcinogenesis〉.   Raz Yirmiya; Anna N. Taylor. 《Alcohol, Immunity, and Cancer》. Boca Raton, Florida: CRC Press. 187–209쪽. ISBN 978-0-8493-5761-9.
90. ↑  Villa, Erica; Margherita Melegari; Federico Manenti (1992). 〈Alcohol, Viral Hepatitis, and Hepatocellular Carcinoma〉.   Ronald Ross Watson. 《Alcohol and cancer》. Boca Raton, Florida: CRC Press. 151–165쪽. ISBN 978-0-8493-7938-3.
91. ↑  “Alcohol and Cancer”. 《Alcohol Alert》 21. 1993. 2005년 12월 23일에 원본 문서에서 보존된 문서. 2006년 5월 26일에 확인함.
92. ↑  Duffy, S.W., and Sharples, L.D. Alcohol and cancer risk. In: Duffy, J.L., ed. Alcohol and Illness: The Epidemiological Viewpoint. Edinburgh: Edinburgh University Press, 1992. pp. 64–127.'
93. ↑  Franceschi S, Montella M, Polesel J,  외. (April 2006). “Hepatitis viruses, alcohol, and tobacco in the etiology of hepatocellular carcinoma in Italy”. 《Cancer Epidemiology, Biomarkers & Prevention》 15 (4): 683–9. doi:10.1158/1055-9965.EPI-05-0702. PMID 16614109.
94. ↑  Donato F, Tagger A, Chiesa R,  외. (September 1997). “Hepatitis B and C virus infection, alcohol drinking, and hepatocellular carcinoma: a case-control study in Italy. Brescia HCC Study”. 《Hepatology》 26 (3): 579–84. doi:10.1002/hep.510260308. PMID 9303486. S2CID 73143125.
95. ↑  Freudenheim JL, Ritz J, Smith-Warner SA,  외. (2005년 9월 1일). “Alcohol consumption and risk of lung cancer: a pooled analysis of cohort studies”. 《The American Journal of Clinical Nutrition》 82 (3): 657–67. doi:10.1093/ajcn.82.3.657. PMID 16155281.
96. ↑  Boston University Alcohol Consumption and Lung Cancer: Are They Connected? 보관됨 20 9월 2006 - 웨이백 머신
97. ↑  Fehringer, Gordon; Brenner, Darren R.; Zhang, Zuo-Feng; Lee, Yuan-Chin Amy; Matsuo, Keitaro; Ito, Hidemi; Lan, Qing; Vineis, Paolo; Johansson, Mattias; Overvad, Kim; Riboli, Elio; Trichopoulou, Antonia; Sacerdote, Carlotta; Stucker, Isabelle; Boffetta, Paolo (2017년 5월 1일). “Alcohol and lung cancer risk among never smokers: A pooled analysis from the international lung cancer consortium and the SYNERGY study: Alcohol and lung cancer risk among never smokers”. 《International Journal of Cancer》 (영어) 140 (9): 1976–1984. doi:10.1002/ijc.30618. PMC 5356930. PMID 28120396.
98. ↑  Mahamat‐Saleh, Yahya; Al‐Rahmoun, Marie; Severi, Gianluca; Ghiasvand, Reza; Veierod, Marit B.; Caini, Saverio; Palli, Domenico; Botteri, Edoardo; Sacerdote, Carlotta; Ricceri, Fulvio; Lukic, Marko; Sánchez, Maria J.; Pala, Valeria; Tumino, Rosario; Chiodini, Paolo (2022년 8월 30일). “Baseline and lifetime alcohol consumption and risk of skin cancer in the European Prospective Investigation into Cancer and Nutrition cohort ( EPIC )”. 《International Journal of Cancer》 (영어) 152 (3): 348–362. doi:10.1002/ijc.34253. ISSN 0020-7136. PMC 10087036 |pmc= 값 확인 필요 (도움말). PMID 36053839. S2CID 251706941.
99. ↑  Millen AE, Tucker MA, Hartge P,  외. (2004년 6월 1일). “Diet and melanoma in a case-control study”. 《Cancer Epidemiology, Biomarkers & Prevention》 13 (6): 1042–51. doi:10.1158/1055-9965.1042.13.6. PMID 15184262. S2CID 2489716.
100. ↑  Bagnardi V, Blangiardo M, La Vecchia C, Corrao G (2001). “Alcohol consumption and the risk of cancer: a meta-analysis”. 《Alcohol Research & Health》 25 (4): 263–70. PMC 6705703. PMID 11910703. 2019년 6월 20일에 원본 문서에서 보존된 문서. 2009년 6월 25일에 확인함.
101. 1 2  Chen MJ, Chiou YY, Wu DC, Wu SL (November 2000). “Lifestyle habits and gastric cancer in a hospital-based case-control study in Taiwan”. 《The American Journal of Gastroenterology》 95 (11): 3242–9. doi:10.1111/j.1572-0241.2000.03260.x. PMID 11095349. S2CID 23570395.
102. ↑  Inoue M, Tajima K, Hirose K, Kuroishi T, Gao CM, Kitoh T (February 1994). “Life-style and subsite of gastric cancer—joint effect of smoking and drinking habits”. 《International Journal of Cancer》 56 (4): 494–9. doi:10.1002/ijc.2910560407. PMID 8112885. S2CID 21402545.
103. 1 2  Sjödahl K, Lu Y, Nilsen TI,  외. (January 2007). “Smoking and alcohol drinking in relation to risk of gastric cancer: a population-based, prospective cohort study”. 《International Journal of Cancer》 120 (1): 128–32. doi:10.1002/ijc.22157. PMID 17036324. S2CID 26972976.
104. ↑  “Stomach Cancer risk factors”. 2012년 7월 19일에 원본 문서에서 보존된 문서. 2023년 8월 30일에 확인함.
105. ↑  Tinelli A, Vergara D, Martignago R,  외. (2008). “Hormonal carcinogenesis and socio-biological development factors in endometrial cancer: a clinical review”. 《Acta Obstet Gynecol Scand》 87 (11): 1101–13. doi:10.1080/00016340802160079. PMID 18607816. S2CID 1910334.
106. ↑  UK Department of Health Review of Alcohol: Association with Endometrial Cancer p8
107. ↑  Newcomb PA, Trentham-Dietz A, Storer BE (1997). “Alcohol consumption in relation to endometrial cancer risk”. 《Cancer Epidemiology, Biomarkers & Prevention》 6 (10): 775–778. PMID 9332758.
108. ↑  Friberg E, Wolk A (Jan 2009). “Long-term alcohol consumption and risk of endometrial cancer incidence: a prospective cohort study”. 《Cancer Epidemiology, Biomarkers & Prevention》 18 (1): 355–8. doi:10.1158/1055-9965.EPI-08-0993. PMID 19124521.
109. ↑  Moerman CJ, Bueno-de-Mesquita HB (1999). “The epidemiology of gallbladder cancer: lifestyle related risk factors and limited surgical possibilities for prevention”. 《Hepatogastroenterology》 46 (27): 1533–9. PMID 10430290.
110. ↑  Ji J, Couto E, Hemminki K (September 2005). “Incidence differences for gallbladder cancer between occupational groups suggest an etiological role for alcohol”. 《International Journal of Cancer》 116 (3): 492–3. doi:10.1002/ijc.21055. PMID 15800949. S2CID 32298422.
111. ↑  Pandey M, Shukla VK (August 2003). “Lifestyle, parity, menstrual and reproductive factors and risk of gallbladder cancer”. 《European Journal of Cancer Prevention》 12 (4): 269–72. doi:10.1097/00008469-200308000-00005. PMID 12883378. S2CID 32148865.
112. ↑  Yagyu K, Kikuchi S, Obata Y,  외. (February 2008). “Cigarette smoking, alcohol drinking and the risk of gallbladder cancer death: a prospective cohort study in Japan”. 《International Journal of Cancer》 122 (4): 924–9. doi:10.1002/ijc.23159. PMID 17955487. S2CID 29223553.
113. ↑  La Vecchia C, Negri E, Franceschi S, Parazzini F, Gentile A, Fasoli M (September 1992). “Alcohol and epithelial ovarian cancer”. 《Journal of Clinical Epidemiology》 45 (9): 1025–30. doi:10.1016/0895-4356(92)90119-8. PMID 1432017.
114. ↑  Alcohol consumption and cancer risk 보관됨 23 12월 2012 - archive.today
115. ↑  Bagnardi V, Blangiardo M, La Vecchia C, Corrao G (2001). “Alcohol consumption and the risk of cancer: a meta-analysis”. 《Alcohol Research & Health》 25 (4): 263–70. PMC 6705703. PMID 11910703. 2019년 6월 20일에 원본 문서에서 보존된 문서. 2009년 6월 25일에 확인함.
116. ↑  Genkinger JM, Hunter DJ, Spiegelman D,  외. (March 2006). “Alcohol intake and ovarian cancer risk: a pooled analysis of 10 cohort studies”. 《British Journal of Cancer》 94 (5): 757–62. doi:10.1038/sj.bjc.6603020. PMC 2361197. PMID 16495916.
117. ↑  Yip, Ian; Heber, David; Aronson, William (1999). “Nutrition and Prostate Cancer” (PDF). 《Urologic Clinics of North America》 26 (2): 403–411. doi:10.1016/S0094-0143(05)70079-3. PMID 10361562. 2009년 5월 21일에 원본 문서 (PDF)에서 보존된 문서.
118. ↑  Bagnardi V, Blangiardo M, La Vecchia C, Corrao G (November 2001). “A meta-analysis of alcohol drinking and cancer risk”. 《British Journal of Cancer》 85 (11): 1700–5. doi:10.1054/bjoc.2001.2140. PMC 2363992. PMID 11742491.
119. ↑  Platz EA, Leitzmann MF, Rimm EB, Willett WC, Giovannucci E (March 2004). “Alcohol intake, drinking patterns, and risk of prostate cancer in a large prospective cohort study”. 《American Journal of Epidemiology》 159 (5): 444–53. doi:10.1093/aje/kwh062. PMID 14977640.
120. 1 2  Sesso HD, Paffenbarger RS, Lee IM (August 2001). “Alcohol consumption and risk of prostate cancer: The Harvard Alumni Health Study”. 《International Journal of Epidemiology》 30 (4): 749–55. doi:10.1093/ije/30.4.749. PMID 11511598.
121. 1 2  Schoonen WM, Salinas CA, Kiemeney LA, Stanford JL (January 2005). “Alcohol consumption and risk of prostate cancer in middle-aged men”. 《International Journal of Cancer》 113 (1): 133–40. doi:10.1002/ijc.20528. PMID 15386436. S2CID 19513583.
122. ↑  Cancer Research UK Prostate Cancer risk factors 보관됨 2012-07-13 - archive.today
123. ↑  Alcohol consumption and cancer risk 보관됨 23 12월 2012 - archive.today
124. ↑  Fred Hutchinson Cancer Research Center press release A Glass of Red Wine a Day May Keep Prostate Cancer Away
125. ↑  Middleton Fillmore K, Chikritzhs T, Stockwell T, Bostrom A, Pascal R (February 2009). “Alcohol use and prostate cancer: a meta-analysis”. 《Molecular Nutrition & Food Research》 53 (2): 240–55. doi:10.1002/mnfr.200800122. PMID 19156715. S2CID 28921992.
126. ↑  “Study links alcohol, prostate cancer”. 《ABC News》. 2009년 3월 14일. 2009년 6월 20일에 원본 문서에서 보존된 문서. 2009년 6월 29일에 확인함.
127. ↑  Chen CC, Neugut AI, Rotterdam H (1994년 4월 1일). “Risk factors for adenocarcinomas and malignant carcinoids of the small intestine: preliminary findings”. 《Cancer Epidemiology, Biomarkers & Prevention》 3 (3): 205–7. PMID 8019367.
128. ↑  Wu AH, Yu MC, Mack TM (March 1997). “Smoking, alcohol use, dietary factors and risk of small intestinal adenocarcinoma”. 《International Journal of Cancer》 70 (5): 512–7. doi:10.1002/(SICI)1097-0215(19970304)70:5<512::AID-IJC4>3.0.CO;2-0. PMID 9052748.
129. ↑  Negri E, Bosetti C, La Vecchia C, Fioretti F, Conti E, Franceschi S (July 1999). “Risk factors for adenocarcinoma of the small intestine”. 《International Journal of Cancer》 82 (2): 171–4. doi:10.1002/(SICI)1097-0215(19990719)82:2<171::AID-IJC3>3.0.CO;2-T. PMID 10389747. S2CID 29812362.
130. ↑  Infante-Rivard C, El-Zein M (2007). “Parental alcohol consumption and childhood cancers: a review”. 《J Toxicol Environ Health B》 10 (1–2): 101–29. doi:10.1080/10937400601034597. PMID 18074306. S2CID 22394372.
131. 1 2 3  Malcolm A. Smith, Lynn A. Gloeckler Ries, James G. Gurney, Julie A. Ross  National Cancer Institute 34 SEER Pediatric Monograph
132. ↑  Gorini G, Stagnaro E, Fontana V,  외. (March 2007). “Alcohol consumption and risk of leukemia: A multicenter case-control study”. 《Leukemia Research》 31 (3): 379–86. doi:10.1016/j.leukres.2006.07.002. PMID 16919329.
133. ↑  Shu XO, Ross JA, Pendergrass TW, Reaman GH, Lampkin B, Robison LL (January 1996). “Parental alcohol consumption, cigarette smoking, and risk of infant leukemia: a Childrens Cancer Group study”. 《Journal of the National Cancer Institute》 88 (1): 24–31. doi:10.1093/jnci/88.1.24. PMID 8847721.
134. ↑  van Duijn CM, van Steensel-Moll HA, Coebergh JW, van Zanen GE (1994년 9월 1일). “Risk factors for childhood acute non-lymphocytic leukemia: an association with maternal alcohol consumption during pregnancy?”. 《Cancer Epidemiology, Biomarkers & Prevention》 3 (6): 457–60. PMID 8000294.
135. 1 2  Gorini G, Stagnaro E, Fontana V,  외. (March 2007). “Alcohol consumption and risk of leukemia: A multicenter case-control study”. 《Leukemia Research》 31 (3): 379–86. doi:10.1016/j.leukres.2006.07.002. PMID 16919329.
136. ↑  Oleske D, Golomb HM, Farber MD, Levy PS (May 1985). “A case-control inquiry into the etiology of hairy cell leukemia”. 《American Journal of Epidemiology》 121 (5): 675–83. doi:10.1093/aje/121.5.675. PMID 4014159.
137. ↑  Kyle RA, Rajkumar SV (December 2007). “Epidemiology of the plasma-cell disorders”. 《Best Pract Res Clin Haematol》 20 (4): 637–64. doi:10.1016/j.beha.2007.08.001. PMID 18070711.
138. ↑  Gorini G, Stagnaro E, Fontana V,  외. (January 2007). “Alcohol consumption and risk of Hodgkin's lymphoma and multiple myeloma: a multicentre case-control study”. 《Annals of Oncology》 18 (1): 143–8. doi:10.1093/annonc/mdl352. PMID 17047000.
139. 1 2 3 4  Ye W, Lagergren J, Weiderpass E, Nyrén O, Adami HO, Ekbom A (August 2002). “Alcohol abuse and the risk of pancreatic cancer”. 《Gut》 51 (2): 236–9. doi:10.1136/gut.51.2.236. PMC 1773298. PMID 12117886.
140. 1 2 3 4 5  Silverman DT, Brown LM, Hoover RN,  외. (1995년 11월 1일). “Alcohol and pancreatic cancer in blacks and whites in the United States”. 《Cancer Research》 55 (21): 4899–905. PMID 7585527.
141. 1 2 3  Michaud DS, Giovannucci E, Willett WC, Colditz GA, Fuchs CS (2001). “Coffee and alcohol consumption and the risk of pancreatic cancer in two prospective United States cohorts”. 《Cancer Epidemiology, Biomarkers & Prevention》 10 (5): 429–37. PMID 11352851.
142. ↑  “Alcohol and Cancer”. 《Alcohol Alert》 21. 1993. 2005년 12월 23일에 원본 문서에서 보존된 문서. 2006년 5월 26일에 확인함.
143. ↑  Villeneuve PJ, Johnson KC, Hanley AJ, Mao Y (February 2000). “Alcohol, tobacco and coffee consumption and the risk of pancreatic cancer: results from the Canadian Enhanced Surveillance System case-control project. Canadian Cancer Registries Epidemiology Research Group”. 《European Journal of Cancer Prevention》 9 (1): 49–58. doi:10.1097/00008469-200002000-00007. PMID 10777010.
144. 1 2  Pancreatic cancer risks and causes. Cancer Research UK
145. ↑  Ahlgren JD (April 1996). “Epidemiology and risk factors in pancreatic cancer”. 《Seminars in Oncology》 23 (2): 241–50. PMID 8623060.
146. ↑  Cuzick J, Babiker AG (March 1989). “Pancreatic cancer, alcohol, diabetes mellitus and gall-bladder disease”. 《International Journal of Cancer》 43 (3): 415–21. doi:10.1002/ijc.2910430312. PMID 2925272. S2CID 35777641.
147. ↑  Harnack LJ, Anderson KE, Zheng W, Folsom AR, Sellers TA, Kushi LH (December 1997). “Smoking, alcohol, coffee, and tea intake and incidence of cancer of the exocrine pancreas: the Iowa Women's Health Study”. 《Cancer Epidemiology, Biomarkers & Prevention》 6 (12): 1081–6. PMID 9419407.
148. ↑  Schottenfeld, D. and J. Fraumeni, ed. (1996) Cancer epidemiology and prevention. 2nd ed., Oxford University Press: Oxford
149. ↑  Olsen GW, Mandel JS, Gibson RW, Wattenberg LW, Schuman LM (August 1989). “A case-control study of pancreatic cancer and cigarettes, alcohol, coffee and diet”. 《American Journal of Public Health》 79 (8): 1016–9. doi:10.2105/AJPH.79.8.1016. PMC 1349898. PMID 2751016.
150. ↑  “Pancreatic cancer risk factors”. Info.cancerresearchuk.org. 2008년 11월 4일. 2012년 7월 12일에 원본 문서에서 보존된 문서. 2009년 9월 15일에 확인함.
151. 1 2 3  Genkinger JM, Spiegelman D, Anderson KE, Bergkvist L, Bernstein L, van den Brandt PA, English DR, Freudenheim JL, Fuchs CS, Giles GG, Giovannucci E, Hankinson SE, Horn-Ross PL, Leitzmann M, Männistö S, Marshall JR, McCullough ML, Miller AB, Reding DJ, Robien K, Rohan TE, Schatzkin A, Stevens VL, Stolzenberg-Solomon RZ, Verhage BA, Wolk A, Ziegler RG, Smith-Warner SA (March 2009). “Alcohol intake and pancreatic cancer risk: a pooled analysis of fourteen cohort studies”. 《Cancer Epidemiology, Biomarkers & Prevention》 18 (3): 765–76. doi:10.1158/1055-9965.EPI-08-0880. PMC 2715951. PMID 19258474. In summary, a weak positive association between alcohol intake during adulthood and pancreatic cancer risk was observed in the highest category of intake (≥30g/day or approximately 2 alcoholic beverages/day). Associations with alcohol intake were stronger among individuals who were normal weight. Thus, our findings are consistent with a modest increase in risk of pancreatic cancer for alcohol intakes of at least 30 grams/day.
152. ↑  Zatonski WA, Boyle P, Przewozniak K, Maisonneuve P, Drosik K, Walker AM (February 1993). “Cigarette smoking, alcohol, tea and coffee consumption and pancreas cancer risk: a case-control study from Opole, Poland”. 《International Journal of Cancer》 53 (4): 601–7. doi:10.1002/ijc.2910530413. PMID 8436433. S2CID 39084516.
153. ↑  Durbec JP, Chevillotte G, Bidart JM, Berthezene P, Sarles H (April 1983). “Diet, alcohol, tobacco and risk of cancer of the pancreas: a case-control study”. 《British Journal of Cancer》 47 (4): 463–70. doi:10.1038/bjc.1983.75. PMC 2011343. PMID 6849792.
154. ↑  Bueno de Mesquita HB, Maisonneuve P, Moerman CJ, Runia S, Boyle P (February 1992). “Lifetime consumption of alcoholic beverages, tea and coffee and exocrine carcinoma of the pancreas: a population-based case-control study in The Netherlands”. 《International Journal of Cancer》 50 (4): 514–22. doi:10.1002/ijc.2910500403. PMID 1537615. S2CID 23170705.
155. ↑  Harnack LJ, Anderson KE, Zheng W, Folsom AR, Sellers TA, Kushi LH (1997). “Smoking, alcohol, coffee, and tea intake and incidence of cancer of the exocrine pancreas: the Iowa Women's Health Study”. 《Cancer Epidemiology, Biomarkers & Prevention》 6 (12): 1081–6. PMID 9419407.
156. ↑  Durbec JP, Chevillotte G, Bidart JM, Berthezene P, Sarles H (April 1983). “Diet, alcohol, tobacco and risk of cancer of the pancreas: a case-control study”. 《British Journal of Cancer》 47 (4): 463–70. doi:10.1038/bjc.1983.75. PMC 2011343. PMID 6849792.
157. ↑  Bueno de Mesquita HB, Maisonneuve P, Moerman CJ, Runia S, Boyle P (February 1992). “Lifetime consumption of alcoholic beverages, tea and coffee and exocrine carcinoma of the pancreas: a population-based case-control study in The Netherlands”. 《International Journal of Cancer》 50 (4): 514–22. doi:10.1002/ijc.2910500403. PMID 1537615. S2CID 23170705.
158. ↑  Villeneuve PJ, Johnson KC, Hanley AJ, Mao Y (February 2000). “Alcohol, tobacco and coffee consumption and the risk of pancreatic cancer: results from the Canadian Enhanced Surveillance System case-control project. Canadian Cancer Registries Epidemiology Research Group”. 《European Journal of Cancer Prevention》 9 (1): 49–58. doi:10.1097/00008469-200002000-00007. PMID 10777010.
159. ↑  Genkinger JM, Spiegelman D, Anderson KE,  외. (March 2009). “Alcohol Intake and Pancreatic Cancer Risk: A Pooled Analysis of Fourteen Cohort Studies”. 《Cancer Epidemiology, Biomarkers & Prevention》 18 (3): 765–76. doi:10.1158/1055-9965.EPI-08-0880. PMC 2715951. PMID 19258474.
160. ↑  Kuijten RR, Bunin GR, Nass CC, Meadows AT (1990년 5월 1일). “Gestational and familial risk factors for childhood astrocytoma: results of a case-control study” (PDF). 《Cancer Research》 50 (9): 2608–12. PMID 2328486.
161. ↑  Ben-Menachem T (August 2007). “Risk factors for cholangiocarcinoma”. 《Eur J Gastroenterol Hepatol》 19 (8): 615–7. doi:10.1097/MEG.0b013e328224b935. PMID 17625428. S2CID 25306939.
162. ↑  Pelucchi C, La Vecchia C (February 2009). “Alcohol, coffee, and bladder cancer risk: a review of epidemiological studies”. 《Eur. J. Cancer Prev.》 18 (1): 62–8. doi:10.1097/CEJ.0b013e32830c8d44. PMID 19077567.
163. 1 2 3  Weiderpass E, Ye W, Tamimi R,  외. (2001년 8월 1일). “Alcoholism and risk for cancer of the cervix uteri, vagina, and vulva”. 《Cancer Epidemiology, Biomarkers & Prevention》 10 (8): 899–901. PMID 11489758.
164. ↑  Claus EB, Stowe M, Carter D (December 2001). “Breast carcinoma in situ: risk factors and screening patterns”. 《Journal of the National Cancer Institute》 93 (23): 1811–7. doi:10.1093/jnci/93.23.1811. PMID 11734598. S2CID 13818666.
165. ↑  Kuijten RR, Bunin GR (1993년 5월 1일). “Risk factors for childhood brain tumors”. 《Cancer Epidemiology, Biomarkers & Prevention》 2 (3): 277–88. PMID 8318881.
166. ↑  Howe GR, Burch JD, Chiarelli AM, Risch HA, Choi BC (1989). “An exploratory case-control study of brain tumors in children”. 《Cancer Research》 49 (15): 4349–52. PMID 2743324.
167. ↑  Preston-Martin S, Yu MC, Benton B, Henderson BE (1982). “N-Nitroso compounds and childhood brain tumors: a case-control study”. 《Cancer Research》 42 (12): 5240–5. PMID 7139628.
168. ↑  Stang A, Ahrens W, Anastassiou G, Jöckel KH (December 2003). “Phenotypical characteristics, lifestyle, social class and uveal melanoma”. 《Ophthalmic Epidemiol》 10 (5): 293–302. doi:10.1076/opep.10.5.293.17319. PMID 14566630. S2CID 1592701.
169. ↑  Chen L, Gallicchio L, Boyd-Lindsley K,  외. (2009). “Alcohol Consumption and the Risk of Nasopharyngeal Carcinoma: A Systematic Review”. 《Nutr Cancer》 61 (1): 1–15. doi:10.1080/01635580802372633. PMC 3072894. PMID 19116871.
170. ↑  Heck JE, Ritz B, Hung RJ, Hashibe M, Boffetta P (March 2009). “The epidemiology of neuroblastoma: a review”. 《Paediatr Perinat Epidemiol》 23 (2): 125–43. doi:10.1111/j.1365-3016.2008.00983.x. PMID 19159399.
171. ↑  Actis AB, Eynard AR (November 2000). “Influence of environmental and nutritional factors on salivary gland tumorigenesis with a special reference to dietary lipids”. 《Eur J Clin Nutr》 54 (11): 805–10. doi:10.1038/sj.ejcn.1601077. PMID 11114673.
172. ↑  van Hemelrijck; Mieke J.J. (2007). “Tobacco, Alcohol and Dietary Consumption: Behavior Risks Associated with Testicular Cancer?”. 《Current Urology》 1 (2): 57–63. doi:10.1159/000106534. S2CID 71608840.
173. ↑  Dal Maso L, Bosetti C, La Vecchia C, Franceschi S (February 2009). “Risk factors for thyroid cancer: an epidemiological review focused on nutritional factors”. 《Cancer Causes Control》 20 (1): 75–86. doi:10.1007/s10552-008-9219-5. PMID 18766448. S2CID 25427265.
174. ↑  Meinhold, C L; Park, Y; Stolzenberg-Solomon, R Z; Hollenbeck, A R; Schatzkin, A; Berrington De Gonzalez, A (2009). “Alcohol intake and risk of thyroid cancer in the NIH-AARP Diet and Health Study”. 《British Journal of Cancer》 101 (9): 1630–4. doi:10.1038/sj.bjc.6605337. PMC 2778506. PMID 19862001.
175. ↑  Allen, Naomi E.; Beral, Valerie; Casabonne, Delphine; Sau, Kan Wan; Reeves, Gillian K.; Brown, Anna; Green, Jane (2009). “Moderate Alcohol Intake and Cancer Incidence in Women”. 《Journal of the National Cancer Institute》 101 (5): 296–305. doi:10.1093/jnci/djn514. PMID 19244173.
176. 1 2  Madsen BS, Jensen HL, van den Brule AJ, Wohlfahrt J, Frisch M (June 2008). “Risk factors for invasive squamous cell carcinoma of the vulva and vagina—population-based case-control study in Denmark”. 《International Journal of Cancer》 122 (12): 2827–34. doi:10.1002/ijc.23446. PMID 18348142. S2CID 11542729.
177. ↑  Parazzini F, Moroni S, Negri E, La Vecchia C, Dal Pino D, Cavalleri E (December 1995). “Selected food intake and risk of vulvar cancer”. 《Cancer》 76 (11): 2291–6. doi:10.1002/1097-0142(19951201)76:11<2291::AID-CNCR2820761117>3.0.CO;2-W. PMID 8635034. S2CID 19693085.
178. ↑  Besson H, Brennan P, Becker N,  외. (August 2006). “Tobacco smoking, alcohol drinking and non-Hodgkin's lymphoma: A European multicenter case-control study (Epilymph)”. 《International Journal of Cancer》 119 (4): 901–8. doi:10.1002/ijc.21913. PMID 16557575. S2CID 41632578.
179. ↑  Nieters A, Deeg E, Becker N (January 2006). “Tobacco and alcohol consumption and risk of lymphoma: results of a population-based case-control study in Germany”. 《International Journal of Cancer》 118 (2): 422–30. doi:10.1002/ijc.21306. PMID 16080191. S2CID 9532867.
180. ↑  Gorini G, Stagnaro E, Fontana V,  외. (January 2007). “Alcohol consumption and risk of Hodgkin's lymphoma and multiple myeloma: a multicentre case-control study”. 《Annals of Oncology》 18 (1): 143–8. doi:10.1093/annonc/mdl352. PMID 17047000.
181. ↑  Deandrea S, Bertuccio P, Chatenoud L, Franceschi S, Serraino D, La Vecchia C (June 2007). “Reply to 'Alcohol consumption and risk of Hodgkin's lymphoma and multiple myeloma: a multicentre case-control study' by Gorini et al”. 《Annals of Oncology》 18 (6): 1119–21. doi:10.1093/annonc/mdm203. PMID 17586754.
182. 1 2 3  Allen NE, Beral V, Casabonne D,  외. (March 2009). “Moderate alcohol intake and cancer incidence in women”. 《Journal of the National Cancer Institute》 101 (5): 296–305. doi:10.1093/jnci/djn514. PMID 19244173.
183. ↑  Lee JE, Hunter DJ, Spiegelman D,  외. (May 2007). “Alcohol intake and renal cell cancer in a pooled analysis of 12 prospective studies”. 《Journal of the National Cancer Institute》 99 (10): 801–10. doi:10.1093/jnci/djk181. PMID 17505075.
184. ↑  Pelucchi C, Galeone C, Montella M,  외. (May 2008). “Alcohol consumption and renal cell cancer risk in two Italian case-control studies”. 《Annals of Oncology》 19 (5): 1003–8. doi:10.1093/annonc/mdm590. PMID 18187482.
185. ↑  Rashidkhani B, Akesson A, Lindblad P, Wolk A (December 2005). “Alcohol consumption and risk of renal cell carcinoma: a prospective study of Swedish women”. 《International Journal of Cancer》 117 (5): 848–53. doi:10.1002/ijc.21231. PMID 15957170. S2CID 38418551.
186. ↑  Parker AS, Cerhan JR, Lynch CF, Ershow AG, Cantor KP (March 2002). “Gender, alcohol consumption, and renal cell carcinoma”. 《American Journal of Epidemiology》 155 (5): 455–62. doi:10.1093/aje/155.5.455. PMID 11867357.
187. ↑  Pelucchi C, La Vecchia C, Negri E, Talamini R, Franceschi S (December 2002). “Alcohol drinking and renal cell carcinoma in women and men”. 《European Journal of Cancer Prevention》 11 (6): 543–5. doi:10.1097/00008469-200212000-00006. PMID 12457106. S2CID 45637355.
188. ↑  Lee JE, Giovannucci E, Smith-Warner SA, Spiegelman D, Willett WC, Curhan GC (June 2006). “Total fluid intake and use of individual beverages and risk of renal cell cancer in two large cohorts”. 《Cancer Epidemiology, Biomarkers & Prevention》 15 (6): 1204–11. doi:10.1158/1055-9965.EPI-05-0889. PMID 16775182.
189. ↑  Setiawan VW, Stram DO, Nomura AM, Kolonel LN, Henderson BE (October 2007). “Risk factors for renal cell cancer: the multiethnic cohort”. 《American Journal of Epidemiology》 166 (8): 932–40. doi:10.1093/aje/kwm170. PMID 17656615.
190. 1 2  Lim U, Morton LM, Subar AF,  외. (September 2007). “Alcohol, smoking, and body size in relation to incident Hodgkin's and non-Hodgkin's lymphoma risk”. 《American Journal of Epidemiology》 166 (6): 697–708. doi:10.1093/aje/kwm122. PMID 17596266.
191. ↑  Lim U, Schenk M, Kelemen LE,  외. (November 2005). “Dietary determinants of one-carbon metabolism and the risk of non-Hodgkin's lymphoma: NCI-SEER case-control study, 1998–2000”. 《American Journal of Epidemiology》 162 (10): 953–64. doi:10.1093/aje/kwi310. PMID 16221809.
192. ↑  Briggs NC, Levine RS, Bobo LD, Haliburton WP, Brann EA, Hennekens CH (September 2002). “Wine drinking and risk of non-Hodgkin's lymphoma among men in the United States: a population-based case-control study”. 《American Journal of Epidemiology》 156 (5): 454–62. doi:10.1093/aje/kwf058. PMID 12196315.
193. ↑  Besson H, Brennan P, Becker N,  외. (August 2006). “Tobacco smoking, alcohol drinking and Hodgkin's lymphoma: a European multi-centre case–control study (EPILYMPH)”. 《British Journal of Cancer》 95 (3): 378–84. doi:10.1038/sj.bjc.6603229. PMC 2360649. PMID 16819547.
194. ↑  Chiu BC, Cerhan JR, Gapstur SM,  외. (July 1999). “Alcohol consumption and non-Hodgkin lymphoma in a cohort of older women”. 《British Journal of Cancer》 80 (9): 1476–82. doi:10.1038/sj.bjc.6690547. PMC 2363074. PMID 10424754.
195. ↑  Hagner, Patrick R.; Mazan-Mamczarz, Krystyna; Dai, Bojie; Corl, Sharon; Zhao, X. Frank; Gartenhaus, Ronald B. (2009). “Alcohol consumption and decreased risk of non-Hodgkin lymphoma: Role of mTOR dysfunction”. 《Blood》 113 (22): 5526–5535. doi:10.1182/blood-2008-11-191783. PMID 19293424.
196. ↑  Willett EV, Smith AG, Dovey GJ, Morgan GJ, Parker J, Roman E (October 2004). “Tobacco and alcohol consumption and the risk of non-Hodgkin lymphoma”. 《Cancer Causes & Control》 15 (8): 771–80. doi:10.1023/B:CACO.0000043427.77739.60. PMID 15456990. S2CID 37360569.
197. ↑  Chang ET, Smedby KE, Zhang SM,  외. (December 2004). “Alcohol intake and risk of non-Hodgkin lymphoma in men and women”. 《Cancer Causes & Control》 15 (10): 1067–76. doi:10.1007/s10552-004-2234-2. PMID 15801490. S2CID 38550648.
198. ↑  Talamini R, Polesel J, Spina M,  외. (April 2008). “The impact of tobacco smoking and alcohol drinking on survival of patients with non-Hodgkin lymphoma”. 《International Journal of Cancer》 122 (7): 1624–9. doi:10.1002/ijc.23205. PMID 18059029. S2CID 12974079.
199. ↑  “Anbefalinger”. 《www.sst.dk》 (덴마크어). 2018년 11월 16일에 확인함.[깨진 링크]
200. ↑  “What's low-risk drinking? - Rethinking Drinking - NIAAA”.
201. ↑  “Drinking Guidelines: General Population”. 《IARD.org》. International Alliance for Responsible Drinking. 2016년 6월 23일에 확인함.
202. ↑  Alcohol and Serious Consequences: Risks Increase Even With "Moderate" Intake 보관됨 20 9월 2006 - 웨이백 머신
203. ↑  Corrao G, Bagnardi V, Zambon A, La Vecchia C (May 2004). “A meta-analysis of alcohol consumption and the risk of 15 diseases”. 《Preventive Medicine》 38 (5): 613–9. doi:10.1016/j.ypmed.2003.11.027. PMID 15066364.
204. ↑  World Cancer Research Fund, Food, Nutrition, Physical Activity, and the Prevention of Cancer: a Global Perspective, http://www.dietandcancerreport.org/
205. ↑  Petticrew M, Maani Hessari N, Knai C, Weiderpass E,  외. (2018). “How alcohol industry organisations mislead the public about alcohol and cancer”. 《Drug and Alcohol Review》 37 (3): 293–303. doi:10.1111/dar.12596. PMID 28881410. S2CID 892691.
206. ↑  Chaudhuri, Saabira (2018년 2월 9일). “Lawmakers, Alcohol Industry Tussle Over Cancer Labels on Booze”. 《The Wall Street Journal》.
207. ↑  “2019 AICR Cancer Risk Awareness Survey” (PDF). 《AICR 2019 Cancer Risk Awareness Survey》. 2019.